# Eurovision Song Contest 2019
Der 64. Eurovision Song Contest fand vom 14. bis zum 18. Mai 2019 im Convention Center in der israelischen Stadt Tel Aviv statt, nachdem Netta den Eurovision Song Contest 2018 im portugiesischen Lissabon mit dem Lied Toy für Israel gewonnen hatte. Damit war das Land nach 1979 und 1999 zum dritten Mal Gastgeber des Eurovision Song Contest.
Den Wettbewerb gewann mit 498 Punkten für die Niederlande Duncan Laurence mit dem von ihm selbst, Joel Sjöö und Wouter Hardy geschriebenen Popsong Arcade. Es war der erste niederländische Beitrag seit 1975, der den Sieg holen konnte. Insgesamt war es der fünfte Sieg für das Land beim Wettbewerb. Wie zuletzt 2016 konnte der Siegertitel im Finale weder das Televoting noch das Juryvoting gewinnen. Für Norwegen erzielte die Gruppe KEiiNO mit dem Titel Spirit in the Sky mit 291 Punkten die meisten Publikumspunkte. Die Sängerin Tamara Todevska erzielte mit dem Titel Proud für Nordmazedonien mit 247 Punkten die meisten Jurypunkte.
Nach dem vierten Platz im Vorjahr musste sich Deutschland, vertreten durch das Duo S!sters, mit einem vorletzten Platz und 24 Punkten, die alle von den internationalen Jurys stammten, zufriedengeben. Dagegen erreichte die Schweiz mit dem Sänger Luca Hänni zum ersten Mal seit fünf Jahren wieder das Finale und belegte mit 364 Punkten den vierten Platz. Er erzielte damit das beste Schweizer Ergebnis seit 1993. Österreich schied mit der Sängerin Pænda bereits im zweiten Halbfinale das erste Mal seit 2013 auf dem vorletzten Platz aus.
Den zweiten und dritten Platz belegten die Beiträge aus Italien und Russland. Nordmazedonien, das erstmals unter diesem Namen teilnahm, und San Marino erreichten in diesem Jahr ihr bestes Ergebnis.
Am 22. Mai 2019 korrigierte die EBU die Endergebnisse des Wettbewerbs. Durch einen menschlichen Fehler erhielten im Juryergebnis von Belarus statt der ersten zehn Ränge die letzten zehn Ränge die Punkte. Insgesamt gewann nicht wie am Finalabend verlautet Schweden das Juryvoting, sondern Nordmazedonien. Ebenso gab es Änderungen in den Platzierungen und den Punktzahlen der Finalisten.

## Austragungsort
Am 10. Juli 2018 stellte das israelische Fernsehen einen Anforderungskatalog an die potenzielle Gastgeberstadt vor:
- Die austragende Arena sollte Platz für 8.000 bis 12.000 Zuschauer bieten.
- Im Umkreis des Austragungsortes müssen mindestens 3.000 Hotelzimmer für den Zeitraum der Veranstaltung zur Verfügung stehen.
- Ein Pressezentrum für mindestens 1.500 Journalisten sollte auf dem Gelände vorhanden sein.
- Der Austragungsort muss zwischen März und Mai 2019 zur Verfügung stehen.

Nach Israels Sieg am 12. Mai 2018 verkündete der israelische Ministerpräsident Benjamin Netanjahu auf seinem offiziellen Instagram-Account, dass der Eurovision Song Contest 2019 in Jerusalem stattfinden werde. Allerdings wurde diese Information weder vom austragenden Sender IPBC (KAN) noch von der EBU offiziell bestätigt. Trotzdem gab der israelische Finanzminister Mosche Kachlon in einem Interview bekannt, dass Jerusalem der Austragungsort sein und das Event 120 Millionen Schekel (ca. 24 Millionen Euro) kosten werde. Zudem sagte der Bürgermeister Jerusalems, Nir Barkat, dass die Pais Arena Jerusalem sowie das Teddy-Stadion mögliche Austragungsorte sein könnten. Bestätigt wurde allerdings schon von der Gemeinde Jerusalem, dass das Event definitiv nicht im Austragungsort des Eurovision Song Contests 1979 und 1999, dem International Convention Center Jerusalem, stattfinden werde.
Am 13. Mai 2018 gab der Bürgermeister Tel Avivs, Ron Huldai, bekannt, dass er eine Ausrichtung seiner Stadt und der Menora Mivtachim Arena ausschließe. Diese Entscheidung wurde aber am 11. Juni 2018 revidiert.
Am 16. Mai 2018 gab der Bürgermeister der Stadt Petach Tikwa bekannt, dass auch sie gerne den Eurovision Song Contest 2019 ausrichten würde. Auch wenn die Stadt keine geeignete Arena besitze, argumentierte der Bürgermeister damit, dass Aserbaidschan es in fünf Monaten geschafft habe, eine ganze Arena zu errichten. Dementsprechend sollte das Petach Tikwa auch schaffen.
Während eines Treffens der EBU mit der austragenden Fernsehanstalt KAN wurde Israel als offizielles Austragungsland bestätigt, nachdem es im Vorfeld Gerüchte um die Verlegung des Austragungsortes nach Österreich gegeben hatte. Neben der EBU waren drei ehemalige Austragungsländer (Italien, Niederlande, Vereinigtes Königreich) sowie die portugiesische Fernsehanstalt RTP anwesend. Mit ihnen fand eine Nachbesprechung des Eurovision Song Contest 2018 statt, den RTP organisierte.
KAN eröffnete den offiziellen Bewerbungsprozess für den Austragungsort am 24. Juni 2018.
Am 24. Juli 2018 endete die Bewerbungsfrist für potenzielle Austragungsorte. Eilat, Jerusalem und Tel Aviv haben eine Bewerbung eingereicht. Zudem veröffentlichten Jerusalem und Tel Aviv genauere Details über ihre Bewerbung. So bewirbt sich Jerusalem mit der Pais Arena und nicht mit dem favorisierten Teddy-Stadion. Tel Aviv wählte das Pavillon 2, ein Kongresszentrum auf dem Gelände des Tel Aviv Convention Center, als potenziellen Austragungsort aus. Die Stadt entschied sich somit gegen die Menora Mivtachim Arena, die den Austragungsorten der vergangenen Eurovision Song Contests ähnelte. Die Städte Haifa und Masada reichten entgegen allen Erwartungen keine offiziellen Bewerbungen ein.
Nach der Veröffentlichung der Kriterien für einen potenziellen Austragungsort galt Tel Aviv als favorisierter Austragungsort. Ultraorthodoxe Parteien kündigten an, gegen Proben, die während des Sabbats in Jerusalem stattfinden sollten, zu votieren. Die offiziellen Regeln der EBU verlangen allerdings zwei Proben am Freitag vor dem Finale. Tel Aviv kündigte an, Proben während des Sabbats zuzulassen.
Die austragende Fernsehanstalt KAN musste bis zum 14. August 2018 eine Garantie von 12 Millionen Euro bei der EBU hinterlegen. Der Sender konnte laut eigener Angaben die geforderte Summe nicht alleine aufbringen und war auf Zahlungen der israelischen Regierung angewiesen. Benjamin Netanjahu war zuletzt davon überzeugt, dass der Sender den Betrag aus den ihm zur Verfügung stehenden 750 Millionen Euro selbst zahlen könne. Wäre keine Einigung erzielt worden, hätten bei KAN bis zu 200 Planstellen entfallen oder das eigene Programmangebot gekürzt werden müssen. Die EBU behielt sich das Recht vor, dem Sender die Austragungsrechte zu entziehen und eine andere Fernsehanstalt mit der Austragung zu beauftragen. Am 14. August 2018 zahlte KAN schließlich den geforderten Betrag von 12 Millionen Euro und stellte somit die Austragung in Israel sicher.
Ende August 2018 besuchte der Executive Supervisor Jon Ola Sand zusammen mit der EBU die Städte Tel Aviv und Jerusalem, um sich einen Eindruck von den dortigen Bedingungen zu machen. Die Stadt Eilat stellte im Rahmen des Besuches ihre Bewerbung vor. Die EBU musste der Stadt allerdings eine Absage erteilen, da der vorgesehene Austragungsort nicht den Anforderungen der EBU entsprach. Somit fiel die Entscheidung für den Austragungsort zwischen Jerusalem und Tel Aviv.
Am 13. September 2018 gab die EBU sowie Kan das Tel Aviv Convention Center als Austragungsort bekannt. Mit 7.500 Zuschauerplätzen ist der Austragungsort der kleinste, seit Israel den Eurovision Song Contest im Jahr 1999 zuletzt austrug.
| Stadt                      | Austragungsort | Maximale Kapazität (bei Konzerten) | Bemerkungen |
| Offizielle Bewerbungen     | Offizielle Bewerbungen | Offizielle Bewerbungen | Offizielle Bewerbungen |
| -------------------------- | --- | --- | --- |
| Jerusalem ירושלים          | Pais Arena Jerusalem | 15.654 | Das Halbfinale sowie das Grand Final finden im Tel Aviv Convention Center statt |
| Tel Aviv תל אביב-יפו       | Tel Aviv Convention Center, Pavillon 2 | 7.500 | Das Halbfinale sowie das Grand Final finden im Tel Aviv Convention Center statt |
| Ausgeschiedene Bewerbungen | | | |
| Beʾer Scheva באר שבע       | Turner-Stadion | 16.126 | Die Austragungsorte hätten bei einem Zuschlag mit einem temporären Dach überdacht werden müssen. |
| Haifa חיפה                 | Sammy-Ofer-Stadion | 30.870 | Die Austragungsorte hätten bei einem Zuschlag mit einem temporären Dach überdacht werden müssen. |
| Jerusalem ירושלים          | Teddy-Stadion | 31.733 | Die Austragungsorte hätten bei einem Zuschlag mit einem temporären Dach überdacht werden müssen. |
| Eilat אילת                 | Die Städte verfügen über keinen geeigneten Austragungsort. Hätte die jeweilige Stadt den Zuschlag für die Ausrichtung erhalten, wäre ein Neubau oder zumindest ein temporäres Gebäude nötig gewesen. | Die Städte verfügen über keinen geeigneten Austragungsort. Hätte die jeweilige Stadt den Zuschlag für die Ausrichtung erhalten, wäre ein Neubau oder zumindest ein temporäres Gebäude nötig gewesen. | Die Städte verfügen über keinen geeigneten Austragungsort. Hätte die jeweilige Stadt den Zuschlag für die Ausrichtung erhalten, wäre ein Neubau oder zumindest ein temporäres Gebäude nötig gewesen. |
| Masada מצדה                | Die Städte verfügen über keinen geeigneten Austragungsort. Hätte die jeweilige Stadt den Zuschlag für die Ausrichtung erhalten, wäre ein Neubau oder zumindest ein temporäres Gebäude nötig gewesen. | Die Städte verfügen über keinen geeigneten Austragungsort. Hätte die jeweilige Stadt den Zuschlag für die Ausrichtung erhalten, wäre ein Neubau oder zumindest ein temporäres Gebäude nötig gewesen. | Die Städte verfügen über keinen geeigneten Austragungsort. Hätte die jeweilige Stadt den Zuschlag für die Ausrichtung erhalten, wäre ein Neubau oder zumindest ein temporäres Gebäude nötig gewesen. |
| Petach Tikwa פתח תקווה     | Die Städte verfügen über keinen geeigneten Austragungsort. Hätte die jeweilige Stadt den Zuschlag für die Ausrichtung erhalten, wäre ein Neubau oder zumindest ein temporäres Gebäude nötig gewesen. | Die Städte verfügen über keinen geeigneten Austragungsort. Hätte die jeweilige Stadt den Zuschlag für die Ausrichtung erhalten, wäre ein Neubau oder zumindest ein temporäres Gebäude nötig gewesen. | Die Städte verfügen über keinen geeigneten Austragungsort. Hätte die jeweilige Stadt den Zuschlag für die Ausrichtung erhalten, wäre ein Neubau oder zumindest ein temporäres Gebäude nötig gewesen. |
| Tel Aviv תל אביב-יפו       | Menora Mivtachim Arena | 11.200 | – |

### Eurovision Village

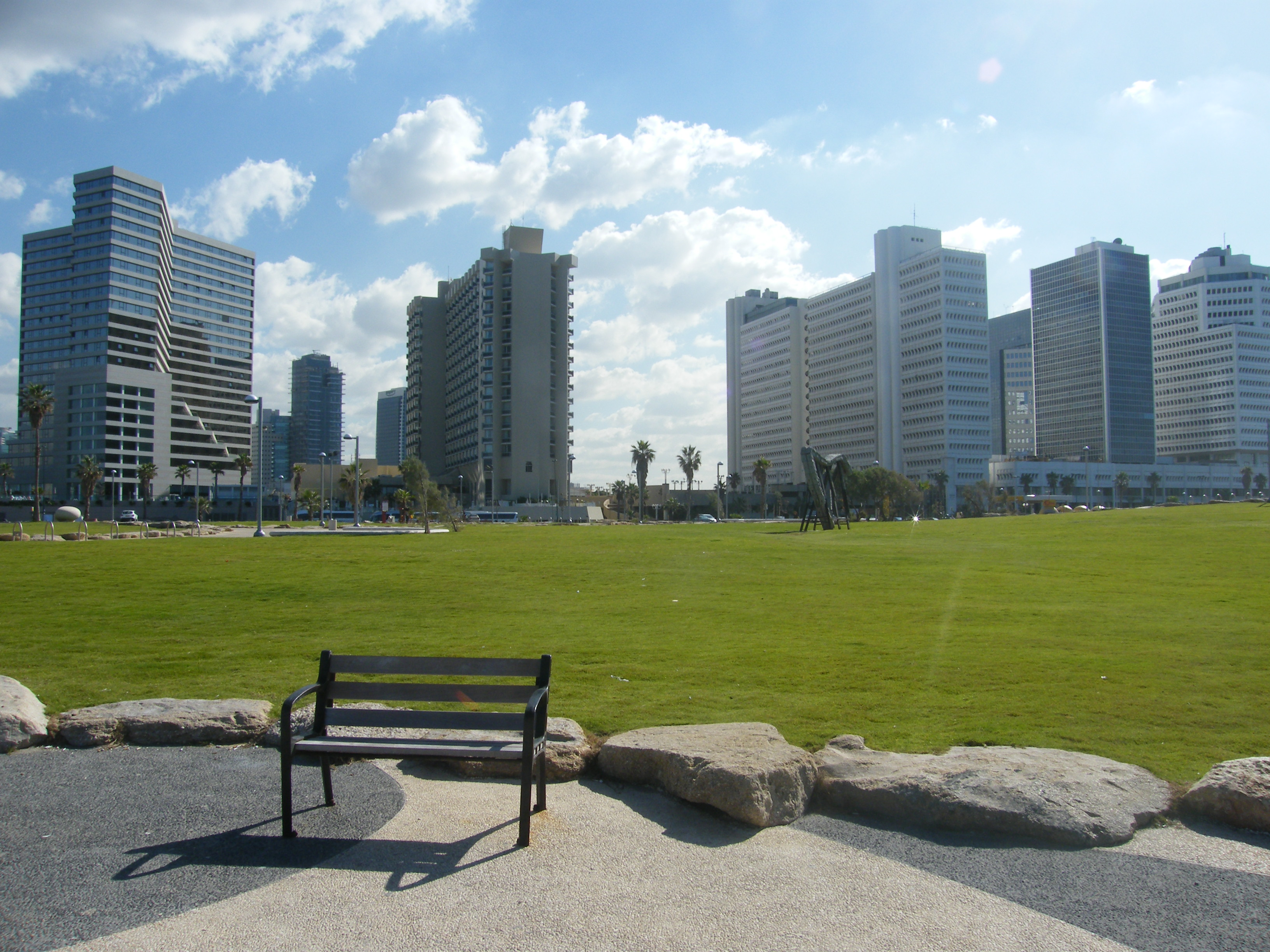
Der Charles Clore Park in Tel Aviv

Das Eurovision Village (dt.: Eurovision Dorf) liegt in Tel Aviv im Charles Clore Park und ist der offizielle Eurovision-Song-Contest-Fan- und Sponsorenbereich während der Veranstaltung. Neben kostenlosem Eintritt können dort alle Besucher verschiedene Künstler und den ESC live sehen. Neben Konzerten, DJs, Sport, Yoga und israelischen Speisen werden auch Souvenirs dort angeboten. Insgesamt soll das Dorf neun Tage bestehen. Unter dem Dorf befindet sich das palästinensische Dorf al-Manshiyya, dessen Überreste sich unter der dünenartigen Parkarchitektur befinden.

## Format

### Motto und Logo
Am 28. Oktober 2018 stellte die EBU das Motto des Eurovision Song Contests 2019 vor. Es lautet Dare To Dream! (dt.: Trau dich zu träumen!).
Das dazugehörige Logo wurde am 8. Januar 2019 veröffentlicht. Es besteht aus drei Dreiecken, die zusammen einen Stern ergeben, der symbolisch für den Zusammenhalt steht. Dazu wird es das Logo in zwei weiteren Varianten geben, die auch in der Show zu sehen sein werden.
Das leuchtende hohle Dreieck wurde von einigen Kritikern als Umriss von „Großisrael“ gesehen, da es Palästinensische Autonomiegebiete ausblende. Das Hauptlogo soll allerdings hauptsächlich während der drei Sendungen präsent sein.

### Bühnendesign
Ende September 2018 eröffnete KAN das Bewerbungsverfahren für das Bühnendesign 2019. Dabei schickte die Rundfunkanstalt Einladungen an sämtliche Bühnendesigner in Israel, allerdings konnten sich auch internationale Designer bewerben. KAN stellte ebenfalls einige Bedingungen für das Bühnendesign 2019. Es soll ikonisch, einzigartig, innovativ und bahnbrechend sein. Ebenfalls wird der Greenroom erwähnt, welcher sich erstmals seit dem ESC 2013 wieder an einem anderen Ort befinden wird. Dazu gibt es die Kriterien, dass der Greenroom zum Design passen muss und die unterschiedlichen Räumlichkeiten dem Zuschauer nicht großartig auffallen sollen. Auch Videoinstallationen, die 2018 in Portugal nicht benutzt wurden, werden bei KANs Kriterien genannt. Tamir Dayan, CEO der EXPO in Tel Aviv, sagte dazu, dass das Produktionsteam einige Rundfunkanstalten besuchen wird, die bereits den ESC ausgerichtet haben, um Auskunft über deren Erfahrungen mit der Produktion zu bekommen und somit den bestmöglichen Eurovision Song Contest zu kreieren.
Das Bühnendesign wurde, wie im Vorjahr, von Florian Wieder konzipiert. Er gestaltete auch das Bühnendesign für den deutschen Vorentscheid. Das Design besteht aus Dreiecken, die an den Davidstern erinnern sollen.
Am 27. Dezember 2018 präsentierte die EBU das Bühnendesign des ESC.

### Moderation
Am 25. Januar 2019 stellte KAN die vier Moderatoren des Eurovision Song Contests 2019 vor. Moderieren werden Bar Refaeli, Erez Tal, Assi Azar und Lucy Ayoub, womit erstmals zwei Frauen und zwei Männer die Veranstaltung moderieren werden, nachdem 2015, 2017 und 2018 jeweils nur ein Geschlecht die Moderation übernahm. Israel war bereits 1999 ein Pionier, als erstmals zwei Frauen und ein Mann die Moderation übernommen haben. Zuvor hatte IPBC bereits Gal Gadot angeboten, die Moderation zu übernehmen, allerdings sagte sie aus Zeitgründen ab.

### Nationale Jurys
Die nationalen Jurys vergeben die Hälfte aller Punkte beim Eurovision Song Contest. Dafür werden sich die Mitglieder eines Landes treffen und gemeinsam die Generalprobe der Shows anschauen. Jedes Mitglied erstellt daraufhin, basierend auf Stimme, Komposition und Originalität des Liedes, eine Rangliste aller Beiträge des Abends. Dabei soll dies jeder unabhängig von den anderen tun. Sobald alle Listen fertiggestellt sind, werden sie von der EBU überprüft und in Punkte umgerechnet. In den deutschsprachigen Ländern sitzen folgende Juroren in der Jury:
| Land    | Mitglieder          | Bekannt als  |
| ------- | ------------------- | ------------ |
| Belgien | Hakima Darhmouch    | Journalistin |
| Belgien | Alex Germys         | Sänger       |
| Belgien | Joëlle Morane       | Choreografin |
| Belgien | Pierre Bertinchamps | Journalist   |
| Belgien | Olivier Biron       | Musikmanager |

| Land        | Mitglieder      | Bekannt als             |
| ----------- | --------------- | ----------------------- |
| Deutschland | Michael Schulte | Sänger, Teilnehmer 2018 |
| Deutschland | Annett Louisan  | Sängerin                |
| Deutschland | Nico Santos     | Sänger                  |
| Deutschland | Nicola Rost     | Sängerin                |
| Deutschland | Joe Chialo      | Musikmanager            |

| Land       | Mitglieder         | Bekannt als |
| ---------- | ------------------ | ----------- |
| Österreich | Peter Vieweger     | Musiker     |
| Österreich | Fräulein Mai       | Sängerin    |
| Österreich | Bettina Ruprechter | Musikcoach  |
| Österreich | Mathea             | Sängerin    |
| Österreich | Julian le Play     | Sänger      |

| Land    | Mitglieder                  | Bekannt als       |
| ------- | --------------------------- | ----------------- |
| Schweiz | Cyrill Camenzind            | Musikproduzent    |
| Schweiz | Leticia Ribeiro De Carvalho | Sängerin          |
| Schweiz | Eliane                      | Sängerin          |
| Schweiz | Rocco Casella               | Musiker           |
| Schweiz | Willy Dezelu                | Musikprogrammchef |

## Änderung bei der Verkündung der Televoting-Ergebnisse im Finale
Am 30. März 2019 gab die EBU bekannt, dass sie die Reihenfolge der Bekanntgabe der Televoting-Ergebnisse im Finale nach drei Jahren ändern werde. So sollten die Punkte des Televotings nicht aufsteigend nach der Anzahl vergeben werden, sondern nach der Platzierung des Landes im Juryvoting. Wurde ein Land beispielsweise Letzter im Juryvoting, erhielt es zuerst seine Punktzahl vom Televoting, unabhängig davon, wie hoch sie war. Damit sollte bewirkt werden, dass die Punktevergabe im Finale noch spannender wird.

## Teilnehmer

Länder, die im Jahr 2019
nicht teilnahmen, aber mal teilgenommen hatten
teilnahmen
im Halbfinale ausschieden

### Länder
Bis zum 15. September 2018 hatten die teilnehmenden Länder Zeit, die benötigten Papiere bei der EBU einzureichen. Bis zum 10. Oktober 2018 hatte dann die jeweilige Fernsehanstalt, die das Teilnehmerland repräsentiert, noch Zeit, ihre Teilnahme ohne Strafe zurückzuziehen.
Am 7. November 2018 gab die EBU bekannt, dass 2019 42 Länder an den Start gehen werden. Lediglich Bulgarien sagte zu dem Zeitpunkt aus finanziellen Gründen seine Teilnahme ab und zog sich damit vom Wettbewerb zurück. Erstmals seit dem ESC 2002 zog sich damit ein Land zurück, ohne dass ein anderes Land zurückkehrt oder debütiert. Damit hätten zum dritten Mal in vier Jahren 42 Länder teilgenommen. Zuletzt meldeten sich 2007 42 Länder für den Wettbewerb an. In den letzten drei Jahren meldeten sich jeweils immer 43 Länder an, um teilzunehmen. 2016 und 2017 zog sich allerdings vor der Veranstaltung jeweils noch ein Land zurück, sodass am Ende nur 42 Länder teilnahmen. Das Gleiche traf auch auf 2009 und 2012 zu.
Auch 2019 zog sich wieder ein Land vor dem Wettbewerb zurück. So gab die Ukraine am 27. Februar 2019 bekannt, dass sie sich vom Wettbewerb zurückziehen werden, obwohl sie mit dem Widbir 2019 bereits eine Vorentscheidung abgehalten haben. Nach langen Diskussionen um einen Vertrag an die Sängerin MARUV und Anfragen an die Zweitplatzierten und Drittplatzierten der Vorentscheidung, konnte der Sender UA:Perschyj keinen politisch opportunen Vertreter finden, der den Russland-Boykott des Senders unterstützt hätte. Somit nahmen 2019 erstmals 41 Länder teil. Zuvor nahmen entweder 42 oder 43 Länder teil oder weniger als 41. Es ist ebenfalls das erste Mal seit dem ESC 2014, dass die Teilnehmerzahl gegenüber dem Vorjahr gesunken ist.

### Wiederkehrende Interpreten
Jurijus nahm 2019 bereits zum dritten Mal am Song Contest teil. Zuvor war er als Backing-Sänger 2013 und 2015 tätig. Tamara dagegen nahm 2019 zum bereits vierten Mal am Song Contest teil. Zuvor vertrat sie Nordmazedonien als Hintergrundsängerin in den Jahren 2004 und 2014. 2008 nahm sie dann zusammen mit Vrčak und Adrian als Trio teil. Serhat vertrat 2019 zum bereits zweiten Mal San Marino beim Eurovision Song Contest. Er ist damit neben Valentina Monetta, die das Land bereits vier Mal vertrat, der zweite Interpret San Marinos, der das Land mehrmals beim Song Contest vertrat. Ebenfalls nahm Sergei Lasarew, ein weiterer Teilnehmer von 2016, 2019 zum bereits zweiten Mal für Russland teil. Auch Joci Pápai trat 2019 bereits zum zweiten Mal an. Er vertrat Ungarn zuvor 2017 und war damit der erste Teilnehmer Ungarns, der das Land mehr als einmal vertreten wird. Die Sängerin Nevena Božović nahm 2019 ebenfalls zum bereits zweiten Mal am Song Contest teil. Zuvor nahm sie bereits mit dem Trio Moje 3 am Eurovision Song Contest 2013 teil. Dort verpasste das Trio allerdings knapp das Finale. Außerdem vertrat sie Serbien bereits beim Junior Eurovision Song Contest 2007 und wurde Dritte.
| Land                   | Interpret                             | Vorherige(s) Teilnahmejahr(e)                                        |
| ---------------------- | ------------------------------------- | -------------------------------------------------------------------- |
| Estland                | Stig Rästa (Begleitung)               | 2015 (Duett mit Elina Born)                                          |
| Estland                | Kaido Põldma (Begleitung)             | 2001 (zusammen mit Tanel Padar und Dave Benton als Mitglied von 2XL) |
| Estland                | Kaido Põldma (Begleitung)             | Begleitung: 2013                                                     |
| Frankreich             | Émilie Satt (Begleitung)              | 2018 (als Mitglied von Madame Monsieur)                              |
| Georgien               | Mikheil Javakhishvili (Begleitung)    | 2018 (als Mitglied von Iriao)                                        |
| Kroatien               | Jacques Houdek (Begleitung)           | 2017                                                                 |
| Litauen                | Jurijus                               | Begleitung: 2013 und 2015                                            |
| Nordmazedonien         | Tamara                                | 2008 (zusammen mit Vrčak & Adrian)                                   |
| Nordmazedonien         | Tamara                                | Begleitung: 2004 und 2014                                            |
| Russland               | Sergei Lasarew                        | 2016                                                                 |
| San Marino             | Serhat                                | 2016                                                                 |
| Serbien                | Nevena Božović                        | 2013 (als Mitglied von Moje 3)                                       |
| Serbien                | Mladen Lukić (Begleitung)             | 2018 (zusammen mit Sanja Ilić als Mitglied von Balkanika)            |
| Spanien                | Michael Hennet Sotomayor (Begleitung) | 2007 (als Mitglied von D’Nash)                                       |
| Ungarn                 | Joci Pápai                            | 2017                                                                 |
| Vereinigtes Königreich | Anna Sahlene (Begleitung)             | 2002 für Estland (als Sahlene)                                       |
| Vereinigtes Königreich | Anna Sahlene (Begleitung)             | Begleitung: 1999 für Schweden • 2000 für Malta • 2016 für Australien |

## Nationale Vorentscheidungen

### Belgien
Turnusgemäß war die wallonische Rundfunkanstalt RTBF für die Auswahl des belgischen Interpreten zuständig. Wie bereits in den vergangenen Jahren nahm RTBF erneut eine interne Auswahl vor und stellte am 15. Januar 2019 Eliot Vassamillet als den belgischen Teilnehmer des Eurovision Song Contests 2019 vor, der unter dem Namen Eliot auftreten wird. Sein Lied Wake Up, das von Pierre Dumoulin geschrieben wurde, wurde am 28. Februar 2019 der Öffentlichkeit vorgestellt.

### Deutschland
Die deutsche Vorentscheidung Unser Lied für Israel fand am 22. Februar 2019 statt. Insgesamt sieben Interpreten nahmen daran teil. Der Vorentscheid wurde im Ersten übertragen und von Barbara Schöneberger und Linda Zervakis moderiert. Das Duo S!sters, bestehend aus Laura Kästel und Carlotta Truman, gewann mit dem Song Sister.

### Österreich
Der ORF wählte, wie schon in den vergangenen beiden Jahren, seine Teilnehmerin erneut intern aus. Für 2019 wird die Sängerin Pænda für Österreich mit ihrem selbst komponierten Lied Limits antreten. Das Lied wurde am 8. März 2019 vorgestellt. Die Wahl der Teilnehmerin wurde von Eberhard Forcher vom Radiosender Ö3 getroffen.

### Schweiz
Die französischsprachige Fernsehanstalt RTS stellte am 10. Juli 2018 ihr Format zur Suche eines Interpreten für den Eurovision Song Contest 2019 vor. Im Rahmen des Senders Option Musique wurde ein Teilnehmer für die interne Vorentscheidung ermittelt. Es wurden Interpreten und Komponisten gesucht, mit denen der Sender über die nächsten Monate hinweg zusammenarbeitete.
Am 19. Juli 2018 gab SRF bekannt, dass 2019 das Vorentscheidungsformat Die Entscheidungsshow aufgrund von Sparmaßnahmen der SRG SSR nicht stattfinden wird. Die Auswahl des Interpreten wurde stattdessen 2019 über eine Jury vorgenommen. Ähnlich wie beim deutschen Vorentscheid 2018 gab es eine 20-köpfige internationale Jury sowie eine 100-köpfige Zuschauer-Jury, die den Interpreten und seinen Beitrag intern auswählten. Die 20-köpfige internationale Jury bestand dabei aus ehemaligen Juroren des Eurovision Song Contests. Das Zuschauer-Panel wurde nach ausgewählten Kriterien in Zusammenarbeit mit Digame zusammengestellt. Zusätzlich konnten SRF, RTS, RSI und RTR Wildcards an Interpreten vergeben.
Vom 1. September 2018 bis zum 1. Oktober 2018 um 12:00 Uhr waren Songwriter, Produzenten, Künstler und Texter dazu aufgerufen, Beiträge bei SRF einzureichen. Insgesamt wurden 420 Beiträge eingereicht. Die eingereichten Beiträge waren der Öffentlichkeit nicht zugänglich.
Gleichzeitig stellte RSI am 10. September 2018 dreizehn Interpreten vor, die sich in einer engeren Auswahl für eine Wildcard befanden. Die Zuschauer hatten bis zum 28. September 2018, 12 Uhr MESZ Zeit, ihren Favoriten zu wählen. Folgende Ergebnisse gab es dabei bei der Abstimmung:
| Platz | Interpret          | Lied Musik (M) und Text (T) | Punkte |
| ----- | ------------------ | --------------------------- | ------ |
| 1.    | Julie Meletta      | Mama (I Walk Alone)         | 13     |
| 2.    | Sebalter           | We’ll Carry the Light       | 12     |
| 3.    | Scilla Hess        | Playground                  | 07     |
| 4.    | Nick Antik         | Until You Will be Mine      | 03     |
| 5.    | Scilla Hess        | Silence Breakers            | 03     |
| 6.    | Karin Cerini       | Sorry                       | 02     |
| –     | Davide Buzzi       | Mama                        | –      |
| –     | Dianerika Lettieri | Infernal Love               | –      |
| –     | Iris Mone          | Life My Soul Up             | –      |
| –     | Matteo Rossi       | One More Time               | –      |
| –     | Max Deste          | Where the Day Ends          | –      |
| –     | Tommaso Giacopini  | You Told Me He Loves        | –      |

Einer der drei Interpreten erhielt eine Wildcard für die interne Vorentscheidung und stand somit in der engeren Auswahl aller vier Fernsehanstalten.
Am 16. November 2018 gab SRF bekannt, dass fünf Lieder in der engeren Auswahl standen. Diese wurden von Produzenten mit verschiedenen Sängern getestet. Nach diesem Schritt, hat sich die Jury erneut getroffen und die Ergebnisse bewertet.
Am 7. März 2019 gab SRF bekannt, dass Luca Hänni die Schweiz mit dem Lied She Got Me vertreten wird. Das Lied wurde von Laurell Barker, Mac Frazer, Jon Hällgren, seinem Sohn Lukas Hällgren und Luca Hänni selbst geschrieben.

### Andere Länder
Die folgende Tabelle zeigt, in welchem Modus die restlichen Teilnehmerländer die Auswahl ihres Interpreten und Liedes vorgenommen haben.
| Land                   | Nationale Vorentscheidung          |
| ---------------------- | ---------------------------------- |
| Albanien               | Festivali i Këngës 2018            |
| Armenien               | interne Auswahl                    |
| Aserbaidschan          | interne Auswahl                    |
| Australien             | Eurovision 2019: Australia Decides |
| Belarus                | Eurofest 2019                      |
| Dänemark               | Dansk Melodi Grand Prix 2019       |
| Estland                | Eesti Laul 2019                    |
| Finnland               | Uuden Musiikin Kilpailu 2019       |
| Frankreich             | Destination Eurovision 2019        |
| Georgien               | Georgian Idol 2019                 |
| Griechenland           | interne Auswahl                    |
| Irland                 | interne Auswahl                    |
| Island                 | Söngvakeppnin 2019                 |
| Israel                 | HaKokhav HaBa L’Eurovizion 2019    |
| Italien                | Sanremo-Festival 2019              |
| Kroatien               | Dora 2019                          |
| Lettland               | Supernova 2019                     |
| Litauen                | Eurovizijos 2019                   |
| Malta                  | X Factor Malta 2019                |
| Moldau                 | O Melodie Pentru Europa 2019       |
| Montenegro             | Montevizija 2019                   |
| Niederlande            | interne Auswahl                    |
| Nordmazedonien         | interne Auswahl                    |
| Norwegen               | Melodi Grand Prix 2019             |
| Polen                  | interne Auswahl                    |
| Portugal               | Festival da Canção 2019            |
| Rumänien               | Selecția Națională 2019            |
| Russland               | interne Auswahl                    |
| San Marino             | interne Auswahl                    |
| Schweden               | Melodifestivalen 2019              |
| Serbien                | Beovizija 2019                     |
| Slowenien              | EMA 2019                           |
| Spanien                | Operación Triunfo 2018             |
| Tschechien             | Eurovision Song CZ 2019            |
| Ungarn                 | A Dal 2019                         |
| Vereinigtes Königreich | Eurovision 2019: You Decide        |
| Zypern                 | interne Auswahl                    |

## Halbfinale

### Auslosung

Teilnehmer des 1. Halbfinales
Stimmberechtigte Länder im 1. Halbfinale
Teilnehmer des 2. Halbfinales
Stimmberechtigte Länder im 2. Halbfinale

Die Auslosung der beiden Halbfinale fand am 28. Januar 2019 in Form einer Zeremonie im Tel Aviv Museum of Art statt. Ursprünglich sollte es im Beit Ha’Ir, dem ehemaligen Rathaus Tel Avivs, stattfinden. Nach einigen Testdurchläufen durch KAN waren die Ergebnisse nicht zufriedenstellend, so dass der Sender das Tel Aviv Museum of Art als Austragungsort neu auswählte. 36 Länder wurden in sechs möglichst gleich große Töpfe eingeteilt. Die Einteilung der Töpfe erfolgte über das Abstimmungsmuster der vergangenen zehn Jahre. Danach wurden die Länder einem der beiden Halbfinale zugelost. Darüber hinaus wurde auch ermittelt, in welchem Halbfinale die Big 5 Deutschland, Frankreich, Italien, Spanien und das Vereinigte Königreich, sowie der Gastgeber Israel stimmberechtigt sein werden.
Die Schweiz wurde im Vorfeld auf Anfrage von SRF dem zweiten Halbfinale zugeordnet.
Die Verteilung der Töpfe setzte sich wie folgt zusammen:
| Topf 1                                                                    | Topf 2                                                         | Topf 3                                                               | Topf 4                                                        | Topf 5                                                               | Topf 6                                                           |
| ------------------------------------------------------------------------- | -------------------------------------------------------------- | -------------------------------------------------------------------- | ------------------------------------------------------------- | -------------------------------------------------------------------- | ---------------------------------------------------------------- |
| - Albanien - Kroatien - Montenegro - Nordmazedonien - Serbien - Slowenien | - Dänemark - Estland - Finnland - Island - Norwegen - Schweden | - Armenien - Aserbaidschan - Belarus - Georgien - Russland - Ukraine | - Australien - Irland - Lettland - Litauen - Polen - Portugal | - Belgien - Niederlande - Österreich - Schweiz - Tschechien - Ungarn | - Griechenland - Malta - Moldau - Rumänien - San Marino - Zypern |

### Erstes Halbfinale
Das erste Halbfinale mit 17 Teilnehmern fand am 14. Mai 2019 um 21:00 Uhr (MESZ) statt. Die zehn bestplatzierten Länder qualifizierten sich für das Finale. Ursprünglich war die Ukraine dem ersten Halbfinale zugeordnet.
Im ersten Halbfinale waren  Frankreich,  Israel und  Spanien neben den dort teilnehmenden Ländern stimmberechtigt.
| Platz | Startnr. | Land         | Interpret                       | Lied Musik (M) und Text (T)                                                                                    | Sprache                                    | Übersetzung (inoffiziell)            | Punkte | Punkte    | Punkte |
| Platz | Startnr. | Land         | Interpret                       | Lied Musik (M) und Text (T)                                                                                    | Sprache                                    | Übersetzung (inoffiziell)            | Jury   | Zuschauer | Gesamt |
| ----- | -------- | ------------ | ------------------------------- | --- | ------------------------------------------ | ------------------------------------ | ------ | --------- | ------ |
| 01.   | 12       | Australien   | Kate Miller-Heidke              | Zero Gravity M: Kate Miller-Heidke, Keir Nuttall, Julian Hamilton; T: Kate Miller-Heidke, Keir Nuttall         | Englisch                                   | Schwerelosigkeit                     | 121    | 140       | 261    |
| 02.   | 06       | Tschechien   | Lake Malawi                     | Friend of a Friend M/T: Jan Steinsdoerfer, Maciej Mikolaj Trybulec, Albert Černy                               | Englisch                                   | Freundin eines Freundes              | 157    | 085       | 242    |
| 03.   | 13       | Island       | Hatari                          | Hatrið mun sigra M/T: Hatari                                                                                   | Isländisch                                 | Hass wird siegen                     | 070    | 151       | 221    |
| 04.   | 14       | Estland      | Victor Crone                    | Storm M: Stig Rästa, Vallo Kikas, Victor Crone, Sebastian Lestapier; T: Stig Rästa, Victor Crone, Fred Krieger | Englisch                                   | Sturm                                | 065    | 133       | 198    |
| 05.   | 16       | Griechenland | Katerine Duska Κατερίνα Ντούσκα | Better Love M: Katerine Duska, Leon of Athens, David Sneddon, Phil Cook; T: Katerine Duska, David Sneddon      | Englisch                                   | Bessere Liebe                        | 131    | 054       | 185    |
| 06.   | 05       | Slowenien    | Zala Kralj & Gašper Šantl       | Sebi M/T: Zala Kralj, Gašper Šantl                                                                             | Slowenisch                                 | Dir selbst                           | 074    | 093       | 167    |
| 07.   | 09       | Serbien      | Nevena Božović Невена Божовић   | Kruna (Круна) M: Nevena Božović, Darko Dimitrov; T: Nevena Božović                                             | Serbisch, Englisch                         | Krone                                | 091    | 065       | 156    |
| 08.   | 17       | San Marino   | Serhat                          | Say Na Na Na M: Serhat; T: Serhat, Mary Susan Applegate                                                        | Englisch, Türkisch                         | Sag Na Na Na                         | 026    | 124       | 150    |
| 09.   | 01       | Zypern       | Tamta Τάμτα                     | Replay M/T: Alex Papaconstantinou, Teddy Sky, Viktor Svensson, Albin Nedler, Kristoffer Fogelmark              | Englisch                                   | Wiederholung (freier: Dauerschleife) | 095    | 054       | 149    |
| 10.   | 08       | Belarus      | ZENA ЗЕНА                       | Like It M: Yuliya Kireyeva, Viktor Drobysh; T: Yuliya Kireyeva                                                 | Englisch                                   | Es mögen                             | 078    | 044       | 122    |
| 11.   | 04       | Polen        | Tulia                           | Fire of Love (Pali się) M: Nadia Dalin; T: Allan Rich, Jude Friedman, Sonia Krasny                             | Polnisch, Englisch                         | Feuer der Liebe (Es brennt)          | 060    | 060       | 120    |
| 12.   | 07       | Ungarn       | Joci Pápai                      | Az én apám M: Joci Pápai, Molnár Ferenc Caramel; T: Molnár Ferenc Caramel                                      | Ungarisch                                  | Mein Vater                           | 065    | 032       | 097    |
| 13.   | 10       | Belgien      | Eliot                           | Wake Up M/T: Pierre Dumoulin, Eliot Vassamillet                                                                | Englisch                                   | Aufwachen                            | 050    | 020       | 070    |
| 14.   | 11       | Georgien     | Oto Nemsadze ოთო ნემსაძე        | Keep On Going M: Roma Giorgadze; T: Diana Giorgadze                                                            | Georgisch, Abchasisch mit englischem Titel | Gehe weiter                          | 029    | 033       | 062    |
| 15.   | 15       | Portugal     | Conan Osíris                    | Telemóveis M/T: Conan Osíris                                                                                   | Portugiesisch                              | Mobiltelefone                        | 008    | 043       | 051    |
| 16.   | 02       | Montenegro   | D mol                           | Heaven M: Dejan Božović; T: Adis Miličić                                                                       | Englisch                                   | Himmel                               | 031    | 015       | 046    |
| 17.   | 03       | Finnland     | Darude feat. Sebastian Rejman   | Look Away M/T: Sebastian Rejman, Ville Virtanen                                                                | Englisch                                   | Wegschauen                           | 009    | 014       | 023    |

#### Punktetafel
In der folgenden Tabelle sind die Punkte der Jury und des Televotings dargestellt. Die grün unterlegten Länder zeigen an, dass sich das Land für das Finale qualifiziert hat. Die orange unterlegte Zeile stellt die Televotingpunkte dar, während die weiß bzw. grün unterlegte Zeile die Jurypunkte darstellt.
| Abstimmungsergebnis | Abstimmungsergebnis | Abstimmungsergebnis | Abstimmungsergebnis | Abstimmungsergebnis | Abstimmungsergebnis | Abstimmungsergebnis | Abstimmungsergebnis | Abstimmungsergebnis | Abstimmungsergebnis | Abstimmungsergebnis | Abstimmungsergebnis | Abstimmungsergebnis | Abstimmungsergebnis | Abstimmungsergebnis | Abstimmungsergebnis | Abstimmungsergebnis | Abstimmungsergebnis | Abstimmungsergebnis | Abstimmungsergebnis | Abstimmungsergebnis | Abstimmungsergebnis | Abstimmungsergebnis | Abstimmungsergebnis | Abstimmungsergebnis | Abstimmungsergebnis | Abstimmungsergebnis | Abstimmungsergebnis |
| Startnr.            | Land                |                     |                     |                     |                     |                     |                     |                     |                     |                     |                     |                     |                     |                     |                     |                     |                     |                     |                     |                     |                     |                     |                     |                     |                     |                     |                     |
| Startnr.            | Land                | Platz               | Punkte              | Punkte              | AU                  | BY                  | BE                  | CY                  | CZ                  | EE                  | FI                  | FR                  | GE                  | GR                  | IS                  | IL                  | ME                  | PL                  | PT                  | SM                  | RS                  | SI                  | ES                  | HU                  | Votings             | Votings             |                     |
| ------------------- | ------------------- | ------------------- | ------------------- | ------------------- | ------------------- | ------------------- | ------------------- | ------------------- | ------------------- | ------------------- | ------------------- | ------------------- | ------------------- | ------------------- | ------------------- | ------------------- | ------------------- | ------------------- | ------------------- | ------------------- | ------------------- | ------------------- | ------------------- | ------------------- | ------------------- | ------------------- | ------------------- |
| 01                  | Zypern              | 09.                 | 149                 | 095                 | –                   | 4                   | 3                   |                     | 10                  | 8                   | –                   | 6                   | 5                   | 12                  | 1                   | 4                   | 8                   | 4                   | 1                   | 8                   | 8                   | 7                   | 6                   | –                   | 16                  | 27                  |                     |
| 01                  | Zypern              | 09.                 | 149                 | 054                 | 3                   | –                   | 1                   |                     | 1                   | –                   | –                   | –                   | 10                  | 12                  | –                   | 8                   | 4                   | –                   | 1                   | 10                  | –                   | –                   | 1                   | 3                   | 11                  | 27                  |                     |
| 02                  | Montenegro          | 16.                 | 046                 | 031                 | –                   | –                   | –                   | 4                   | –                   | –                   | –                   | –                   | –                   | 5                   | –                   | –                   |                     | –                   | –                   | 10                  | 12                  | –                   | –                   | –                   | 04                  | 06                  |                     |
| 02                  | Montenegro          | 16.                 | 046                 | 015                 | –                   | –                   | –                   | –                   | –                   | –                   | –                   | –                   | –                   | –                   | –                   | –                   |                     | –                   | –                   | –                   | 8                   | 7                   | –                   | –                   | 02                  | 06                  |                     |
| 03                  | Finnland            | 17.                 | 023                 | 09                  | 2                   | –                   | –                   | –                   | –                   | –                   |                     | –                   | –                   | 4                   | –                   | –                   | –                   | 1                   | –                   | –                   | –                   | –                   | 2                   | –                   | 04                  | 06                  |                     |
| 03                  | Finnland            | 17.                 | 023                 | 014                 | –                   | –                   | –                   | –                   | –                   | 12                  |                     | –                   | –                   | –                   | 2                   | –                   | –                   | –                   | –                   | –                   | –                   | –                   | –                   | –                   | 02                  | 06                  |                     |
| 04                  | Polen               | 11.                 | 120                 | 060                 | 8                   | 6                   | –                   | –                   | 7                   | 7                   | 10                  | –                   | –                   | –                   | –                   | 5                   | –                   |                     | 3                   | –                   | 3                   | 3                   | –                   | 8                   | 10                  | 22                  |                     |
| 04                  | Polen               | 11.                 | 120                 | 060                 | 5                   | 5                   | 5                   | –                   | 7                   | 2                   | 6                   | 8                   | –                   | –                   | 8                   | 2                   | –                   |                     | –                   | 5                   | –                   | 1                   | –                   | 6                   | 12                  | 22                  |                     |
| 05                  | Slowenien           | 06.                 | 167                 | 074                 | 4                   | –                   | –                   | 5                   | 12                  | –                   | 5                   | –                   | 7                   | 1                   | 5                   | –                   | 1                   | 8                   | 8                   | 4                   | 7                   |                     | 4                   | 3                   | 14                  | 30                  |                     |
| 05                  | Slowenien           | 06.                 | 167                 | 093                 | –                   | 8                   | 3                   | –                   | 5                   | 7                   | 7                   | 2                   | 5                   | 5                   | 5                   | –                   | 8                   | 8                   | 7                   | 3                   | 10                  |                     | 3                   | 7                   | 16                  | 30                  |                     |
| 06                  | Tschechien          | 02.                 | 242                 | 157                 | 12                  | 7                   | 8                   | 1                   |                     | 12                  | 8                   | 8                   | 12                  | 8                   | 10                  | 6                   | 3                   | 7                   | 12                  | 3                   | 10                  | 12                  | 8                   | 10                  | 19                  | 37                  |                     |
| 06                  | Tschechien          | 02.                 | 242                 | 085                 | 10                  | 3                   | 6                   | 2                   |                     | 8                   | 5                   | –                   | 1                   | 1                   | 12                  | 6                   | 3                   | 5                   | 4                   | 4                   | 1                   | 5                   | 5                   | 4                   | 18                  | 37                  |                     |
| 07                  | Ungarn              | 12.                 | 097                 | 065                 | 6                   | 2                   | 2                   | –                   | 4                   | 5                   | 1                   | 10                  | 1                   | –                   | –                   | 7                   | 6                   | 6                   | 7                   | –                   | 6                   | 2                   | –                   |                     | 14                  | 22                  |                     |
| 07                  | Ungarn              | 12.                 | 097                 | 032                 | 1                   | –                   | –                   | –                   | 2                   | 3                   | 2                   | –                   | –                   | –                   | 3                   | –                   | –                   | 3                   | –                   | –                   | 12                  | 6                   | –                   |                     | 08                  | 22                  |                     |
| 08                  | Belarus             | 10.                 | 122                 | 078                 | –                   |                     | 4                   | –                   | 8                   | 10                  | –                   | 4                   | 3                   | 7                   | 3                   | 1                   | –                   | –                   | 6                   | 1                   | 4                   | 8                   | 7                   | 12                  | 14                  | 26                  |                     |
| 08                  | Belarus             | 10.                 | 122                 | 044                 | 2                   |                     | –                   | 6                   | 3                   | 1                   | –                   | –                   | 7                   | 2                   | 6                   | 4                   | 5                   | 2                   | –                   | –                   | 4                   | 2                   | –                   | –                   | 12                  | 26                  |                     |
| 09                  | Serbien             | 07.                 | 156                 | 091                 | 3                   | –                   | 5                   | 6                   | 6                   | 6                   | 3                   | 3                   | 6                   | 6                   | 6                   | –                   | 7                   | 10                  | 4                   | 5                   |                     | 5                   | 3                   | 7                   | 17                  | 31                  |                     |
| 09                  | Serbien             | 07.                 | 156                 | 065                 | –                   | 4                   | –                   | 5                   | 4                   | –                   | 1                   | 6                   | 3                   | 6                   | –                   | 1                   | 12                  | 4                   | 3                   | 2                   |                     | 12                  | –                   | 2                   | 14                  | 31                  |                     |
| 10                  | Belgien             | 13.                 | 070                 | 050                 | –                   | –                   |                     | 10                  | 3                   | –                   | 2                   | –                   | 2                   | –                   | 4                   | 3                   | –                   | 3                   | 10                  | 2                   | –                   | 6                   | 5                   | –                   | 11                  | 18                  |                     |
| 10                  | Belgien             | 13.                 | 070                 | 020                 | –                   | –                   |                     | 3                   | –                   | 4                   | –                   | 5                   | –                   | –                   | 1                   | –                   | –                   | 1                   | 2                   | –                   | –                   | –                   | 4                   | –                   | 07                  | 18                  |                     |
| 11                  | Georgien            | 14.                 | 062                 | 029                 | 5                   | 10                  | –                   | 7                   | 1                   | –                   | –                   | 2                   |                     | –                   | –                   | –                   | 2                   | –                   | –                   | –                   | –                   | –                   | –                   | 2                   | 07                  | 13                  |                     |
| 11                  | Georgien            | 14.                 | 062                 | 033                 | –                   | 1                   | –                   | 10                  | –                   | –                   | –                   | 4                   |                     | 10                  | –                   | 7                   | –                   | –                   | –                   | 1                   | –                   | –                   | –                   | –                   | 06                  | 13                  |                     |
| 12                  | Australien          | 01.                 | 261                 | 121                 |                     | 8                   | 12                  | –                   | –                   | 1                   | 12                  | 7                   | 4                   | 10                  | 12                  | 8                   | 5                   | 12                  | 2                   | 6                   | 5                   | –                   | 12                  | 5                   | 16                  | 34                  |                     |
| 12                  | Australien          | 01.                 | 261                 | 140                 |                     | 10                  | 10                  | 4                   | 10                  | 5                   | 8                   | 7                   | –                   | 8                   | 10                  | 12                  | 7                   | 10                  | 10                  | 6                   | 7                   | 4                   | 7                   | 5                   | 18                  | 34                  |                     |
| 13                  | Island              | 03.                 | 221                 | 070                 | 10                  | 1                   | 10                  | 8                   | –                   | 2                   | 4                   | 12                  | –                   | 2                   |                     | –                   | 4                   | 5                   | –                   | 7                   | –                   | 4                   | –                   | 1                   | 13                  | 32                  |                     |
| 13                  | Island              | 03.                 | 221                 | 151                 | 12                  | 12                  | 7                   | 1                   | 6                   | 6                   | 12                  | 10                  | 6                   | 7                   |                     | 3                   | 6                   | 12                  | 8                   | 7                   | 6                   | 10                  | 10                  | 10                  | 19                  | 32                  |                     |
| 14                  | Estland             | 04.                 | 198                 | 065                 | –                   | 12                  | 7                   | –                   | –                   |                     | 6                   | 1                   | 8                   | –                   | 7                   | 10                  | –                   | –                   | 5                   | –                   | 1                   | 1                   | 1                   | 6                   | 12                  | 31                  |                     |
| 14                  | Estland             | 04.                 | 198                 | 133                 | 7                   | 6                   | 12                  | 7                   | 8                   |                     | 10                  | 1                   | 8                   | 3                   | 7                   | 10                  | 2                   | 7                   | 12                  | 8                   | 3                   | 8                   | 6                   | 8                   | 19                  | 31                  |                     |
| 15                  | Portugal            | 15.                 | 051                 | 008                 | –                   | –                   | 1                   | 3                   | 2                   | –                   | –                   | –                   | –                   | –                   | –                   | –                   | –                   | 2                   |                     | –                   | –                   | –                   | –                   | –                   | 04                  | 11                  |                     |
| 15                  | Portugal            | 15.                 | 051                 | 043                 | 4                   | 2                   | 8                   | –                   | –                   | –                   | 3                   | 12                  | 2                   | –                   | –                   | –                   | –                   | –                   |                     | –                   | –                   | –                   | 12                  | –                   | 07                  | 11                  |                     |
| 16                  | Griechenland        | 05.                 | 185                 | 131                 | 7                   | 5                   | 6                   | 12                  | 5                   | 4                   | 7                   | 5                   | 10                  |                     | 8                   | 12                  | 12                  | –                   | –                   | 12                  | 2                   | 10                  | 10                  | 4                   | 17                  | 28                  |                     |
| 16                  | Griechenland        | 05.                 | 185                 | 054                 | 8                   | –                   | 4                   | 12                  | –                   | –                   | –                   | 3                   | 4                   |                     | –                   | –                   | 1                   | –                   | 5                   | 12                  | 2                   | –                   | 2                   | 1                   | 11                  | 28                  |                     |
| 17                  | San Marino          | 08.                 | 150                 | 026                 | 1                   | 3                   | –                   | 2                   | –                   | 3                   | –                   | –                   | –                   | 3                   | 2                   | 2                   | 10                  | –                   | –                   |                     | –                   | –                   | –                   | –                   | 08                  | 26                  |                     |
| 17                  | San Marino          | 08.                 | 150                 | 124                 | 6                   | 7                   | 2                   | 8                   | 12                  | 10                  | 4                   | –                   | 12                  | 4                   | 4                   | 5                   | 10                  | 6                   | 6                   |                     | 5                   | 3                   | 8                   | 12                  | 18                  | 26                  |                     |

- Die wenigsten Jury-Votings:  Finnland,  Montenegro – 4
- Die wenigsten Televoting-Votings:  Finnland,  Montenegro – 2
- Die wenigsten Gesamt-Votings:  Finnland,  Montenegro – 6
- Die wenigsten Jury-Punkte:  Portugal – 8
- Die wenigsten Televoting-Punkte:  Finnland – 14
- Die wenigsten Gesamt-Punkte:  Finnland – 23
- Die meisten Jury-Votings:  Tschechien – 19
- Die meisten Televoting-Votings:  Estland,  Island – 19
- Die meisten Gesamt-Votings:  Tschechien – 37
- Die meisten Jury-Punkte:  Tschechien – 157
- Die meisten Televoting-Punkte:  Island – 151
- Die meisten Gesamt-Punkte:  Australien – 261

#### Statistik der Zwölf-Punkte-Vergabe
Fettgeschriebene Länder haben das Finale erreicht.
| Jury   | Jury         | Jury                                               |
| Anzahl | Land         | erhalten von                                       |
| ------ | ------------ | -------------------------------------------------- |
| 5      | Australien   | Belgien, Finnland, Island, Polen, Spanien          |
| 5      | Tschechien   | Australien, Estland, Georgien, Portugal, Slowenien |
| 4      | Griechenland | Israel, Montenegro, San Marino, Zypern             |
| 1      | Belarus      | Ungarn                                             |
| 1      | Estland      | Belarus                                            |
| 1      | Island       | Frankreich                                         |
| 1      | Montenegro   | Serbien                                            |
| 1      | Slowenien    | Tschechien                                         |
| 1      | Zypern       | Griechenland                                       |

| Zuschauer    | Zuschauer             | Zuschauer                            |
| Anzahl       | Land                  | erhalten von                         |
| ------------ | --------------------- | ------------------------------------ |
| 4            | Island                | Australien, Belarus, Finnland, Polen |
| 3            | San Marino            | Georgien, Tschechien, Ungarn         |
| 2            |                       |                                      |
| Estland      | Belgien, Portugal     |                                      |
| Griechenland | San Marino, Zypern    |                                      |
| Portugal     | Frankreich, Spanien   |                                      |
| Serbien      | Montenegro, Slowenien |                                      |
| 1            |                       |                                      |
| Australien   | Israel                |                                      |
| Finnland     | Estland               |                                      |
| Tschechien   | Island                |                                      |
| Ungarn       | Serbien               |                                      |
| Zypern       | Griechenland          |                                      |

### Zweites Halbfinale
Das zweite Halbfinale fand mit 18 Teilnehmern am 16. Mai 2019 um 21:00 Uhr (MESZ) statt. Die zehn bestplatzierten Länder qualifizierten sich für das Finale.
 Deutschland,  Italien und das  Vereinigte Königreich waren in diesem Halbfinale stimmberechtigt.
| Platz | Startnr. | Land           | Interpret                       | Lied Musik (M) und Text (T) | Sprache                                 | Übersetzung (inoffiziell) | Punkte | Punkte    | Punkte |
| Platz | Startnr. | Land           | Interpret                       | Lied Musik (M) und Text (T) | Sprache                                 | Übersetzung (inoffiziell) | Jury   | Zuschauer | Gesamt |
| ----- | -------- | -------------- | ------------------------------- | --- | --------------------------------------- | ------------------------- | ------ | --------- | ------ |
| 01.   | 16       | Niederlande    | Duncan Laurence                 | Arcade M/T: Duncan Laurence, Joel Sjöö, Wouter Hardy, Willi Knox                                                                            | Englisch                                | Spielhalle                | 140    | 140       | 280    |
| 02.   | 17       | Nordmazedonien | Tamara Todevska Тамара Тодевска | Proud M: Robert Bilbilov, Lazar Cvetkoski, Darko Dimitrov; T: Kosta Petrov, Sanja Popovska                                                  | Englisch                                | Stolz                     | 155    | 084       | 239    |
| 03.   | 08       | Schweden       | John Lundvik                    | Too Late for Love M/T: John Lundvik, Anderz Wrethov, Andreas „Stone“ Johansson                                                              | Englisch                                | Zu spät für die Liebe     | 150    | 088       | 238    |
| 04.   | 04       | Schweiz        | Luca Hänni                      | She Got Me M/T: Laurell Barker, Mac Frazer, Luca Hänni, Jon Hällgren, Lukas Hällgren                                                        | Englisch                                | Sie brachte mich dazu     | 095    | 137       | 232    |
| 05.   | 18       | Aserbaidschan  | Chingiz                         | Truth M: Borislaw Milanow, Trey Campbell, Bo J, Pablo Dinero, Hostess, Çingiz Mustafayev; T: Borislaw Milanow, Trey Campbell, Bo J, Hostess | Englisch                                | Wahrheit                  | 103    | 121       | 224    |
| 06.   | 13       | Russland       | Sergei Lasarew Сергей Лазарев   | Scream M: Filipp Kirkorow, Dimitris Kontopoulos; T: Sharon Vaughn, Dimitris Kontopoulos                                                     | Englisch                                | Schreien                  | 093    | 124       | 217    |
| 07.   | 15       | Norwegen       | KEiiNO                          | Spirit in the Sky M: Tom Hugo, Henrik Tala, Fred Buljo, Rüdiger Schramm; T: Alexander Olsson, Tom Hugo, Fred Buljo, Alexandra Rotan         | Englisch, Nordsamisch                   | Geist im Himmel           | 040    | 170       | 210    |
| 08.   | 11       | Malta          | Michela                         | Chameleon M/T: Joachim Perrson, Paula Winger, Borislaw Milanow, Johan Alkanäs                                                               | Englisch                                | Chamäleon                 | 107    | 050       | 157    |
| 09.   | 14       | Albanien       | Jonida Maliqi                   | Ktheju Tokës M/T: Eriona Rushiti | Albanisch                               | Kehre ins Land zurück     | 038    | 058       | 096    |
| 10.   | 07       | Dänemark       | Leonora                         | Love Is Forever M/T: Lise Cabble, Melanie Wehbe, Emil Lei                                                                                   | Englisch, Französisch, Dänisch, Deutsch | Liebe ist für immer       | 053    | 041       | 094    |
| 11.   | 12       | Litauen        | Jurij Veklenko                  | Run with the Lions M/T: Eric Lumiere, Ashley Hicklin, Pele Loriano                                                                          | Englisch                                | Renne mit den Löwen       | 016    | 077       | 093    |
| 12.   | 03       | Moldau         | Anna Odobescu                   | Stay M/T: Georgios Kalpakidis, Thomas Reil, Jeppe Reil, Maria Broberg                                                                       | Englisch                                | Bleib                     | 058    | 027       | 085    |
| 13.   | 06       | Rumänien       | Ester Peony                     | On a Sunday M: Ester Alexandra Creţu, Alexandru Şerbu; T: Ioana Victoria Badea                                                              | Englisch                                | An einem Sonntag          | 047    | 024       | 071    |
| 14.   | 10       | Kroatien       | Roko                            | The Dream M: Jacques Houdek; T: Jacques Houdek, Charlie Mason, Andrea Čubrić                                                                | Englisch, Kroatisch                     | Der Traum                 | 026    | 038       | 064    |
| 15.   | 05       | Lettland       | Carousel                        | That Night M: Mārcis Vasiļevskis, Sabīne Žuga; T: Sabīne Žuga                                                                               | Englisch                                | Jene Nacht                | 037    | 013       | 050    |
| 16.   | 01       | Armenien       | Srbuk Սրբուկ                    | Walking Out M: Lost Capital, tokionine; T: Garik Papoyan                                                                                    | Englisch                                | Herausgehen               | 026    | 023       | 049    |
| 17.   | 09       | Österreich     | PÆNDA                           | Limits M/T: PÆNDA | Englisch                                | Grenzen                   | 021    | 000       | 021    |
| 18.   | 02       | Irland         | Sarah McTernan                  | 22 M/T: Janieck van de Polder, Marcia Sondeijker, Roel Rats                                                                                 | Englisch                                | –                         | 013    | 003       | 016    |

#### Punktetafel
In der folgenden Tabelle sind die Punkte der Jury und des Televotings dargestellt. Die grün unterlegten Länder zeigen an, dass sich das Land für das Finale qualifiziert hat. Die orange unterlegte Zeile stellt die Televotingpunkte dar, während die weiß bzw. grün unterlegte Zeile die Jurypunkte darstellt.
| Abstimmungsergebnis | Abstimmungsergebnis | Abstimmungsergebnis | Abstimmungsergebnis | Abstimmungsergebnis | Abstimmungsergebnis | Abstimmungsergebnis | Abstimmungsergebnis | Abstimmungsergebnis | Abstimmungsergebnis | Abstimmungsergebnis | Abstimmungsergebnis | Abstimmungsergebnis | Abstimmungsergebnis | Abstimmungsergebnis | Abstimmungsergebnis | Abstimmungsergebnis | Abstimmungsergebnis | Abstimmungsergebnis | Abstimmungsergebnis | Abstimmungsergebnis | Abstimmungsergebnis | Abstimmungsergebnis | Abstimmungsergebnis | Abstimmungsergebnis | Abstimmungsergebnis | Abstimmungsergebnis | Abstimmungsergebnis |
| Startnr.            | Land                |                     |                     |                     |                     |                     |                     |                     |                     |                     |                     |                     |                     |                     |                     |                     |                     |                     |                     |                     |                     |                     |                     |                     |                     |                     |                     |
| Startnr.            | Land                | Platz               | Punkte              | Punkte              | AL                  | AM                  | AT                  | AZ                  | HR                  | DK                  | DE                  | IE                  | IT                  | LV                  | LT                  | MT                  | MD                  | NL                  | MK                  | NO                  | RO                  | RU                  | SE                  | CH                  | UK                  | Votings             | Votings             |
| ------------------- | ------------------- | ------------------- | ------------------- | ------------------- | ------------------- | ------------------- | ------------------- | ------------------- | ------------------- | ------------------- | ------------------- | ------------------- | ------------------- | ------------------- | ------------------- | ------------------- | ------------------- | ------------------- | ------------------- | ------------------- | ------------------- | ------------------- | ------------------- | ------------------- | ------------------- | ------------------- | ------------------- |
| 01                  | Armenien            | 16.                 | 049                 | 026                 | –                   |                     | 1                   | –                   | 1                   | –                   | –                   | 2                   | –                   | 2                   | –                   | 6                   | 4                   | 2                   | 2                   | –                   | –                   | 6                   | –                   | –                   | –                   | 09                  | 13                  |
| 01                  | Armenien            | 16.                 | 049                 | 023                 | –                   |                     | –                   | –                   | –                   | –                   | –                   | –                   | –                   | –                   | –                   | –                   | 2                   | 5                   | 6                   | –                   | –                   | 10                  | –                   | –                   | –                   | 04                  | 13                  |
| 02                  | Irland              | 18.                 | 016                 | 013                 | –                   | –                   | –                   | –                   | –                   | –                   | –                   |                     | 8                   | –                   | –                   | –                   | 5                   | –                   | –                   | –                   | –                   | –                   | –                   | –                   | –                   | 02                  | 03                  |
| 02                  | Irland              | 18.                 | 016                 | 03                  | –                   | –                   | –                   | –                   | –                   | –                   | –                   |                     | –                   | –                   | –                   | –                   | –                   | –                   | –                   | –                   | –                   | –                   | –                   | –                   | 3                   | 01                  | 03                  |
| 03                  | Moldau              | 12.                 | 085                 | 058                 | 3                   | 5                   | –                   | 3                   | 2                   | –                   | –                   | –                   | –                   | –                   | –                   | 5                   |                     | 6                   | –                   | 2                   | 12                  | 5                   | 6                   | 5                   | 4                   | 12                  | 17                  |
| 03                  | Moldau              | 12.                 | 085                 | 027                 | –                   | 3                   | –                   | –                   | –                   | 2                   | –                   | –                   | 5                   | –                   | –                   | –                   |                     | –                   | –                   | –                   | 12                  | 5                   | –                   | –                   | –                   | 05                  | 17                  |
| 04                  | Schweiz             | 04.                 | 232                 | 095                 | 5                   | 6                   | 7                   | 2                   | 10                  | 4                   | 8                   | 10                  | –                   | –                   | 5                   | –                   | –                   | 8                   | 5                   | 8                   | 3                   | 2                   | 12                  |                     | –                   | 15                  | 35                  |
| 04                  | Schweiz             | 04.                 | 232                 | 137                 | 6                   | 8                   | 12                  | 10                  | 8                   | 6                   | 12                  | 6                   | 6                   | 3                   | 4                   | 12                  | 6                   | 8                   | 2                   | 7                   | 7                   | 4                   | 4                   |                     | 6                   | 20                  | 35                  |
| 05                  | Lettland            | 15.                 | 050                 | 037                 | –                   | 3                   | –                   | 5                   | –                   | 6                   | –                   | –                   | 5                   |                     | 7                   | –                   | –                   | –                   | 3                   | 1                   | –                   | –                   | –                   | 7                   | –                   | 08                  | 10                  |
| 05                  | Lettland            | 15.                 | 050                 | 013                 | –                   | –                   | –                   | –                   | –                   | –                   | –                   | –                   | –                   |                     | 12                  | –                   | 1                   | –                   | –                   | –                   | –                   | –                   | –                   | –                   | –                   | 02                  | 10                  |
| 06                  | Rumänien            | 13.                 | 071                 | 047                 | –                   | 2                   | –                   | 8                   | –                   | –                   | 4                   | –                   | 2                   | –                   | –                   | 1                   | 12                  | –                   | 1                   | –                   |                     | 12                  | –                   | –                   | 5                   | 09                  | 13                  |
| 06                  | Rumänien            | 13.                 | 071                 | 024                 | –                   | –                   | –                   | –                   | –                   | –                   | –                   | 1                   | 10                  | –                   | –                   | –                   | 12                  | –                   | –                   | –                   |                     | –                   | –                   | –                   | 1                   | 04                  | 13                  |
| 07                  | Dänemark            | 10.                 | 094                 | 053                 | –                   | –                   | 4                   | –                   | –                   |                     | 5                   | 3                   | 12                  | 7                   | –                   | –                   | 1                   | 3                   | –                   | 5                   | –                   | 3                   | 2                   | 2                   | 6                   | 12                  | 24                  |
| 07                  | Dänemark            | 10.                 | 094                 | 041                 | 1                   | 1                   | 2                   | –                   | 1                   |                     | –                   | 2                   |                     | 5                   | 3                   | 2                   | –                   | 4                   | –                   | 8                   | –                   | –                   | 10                  | 2                   | –                   | 12                  | 24                  |
| 08                  | Schweden            | 03.                 | 238                 | 150                 | 7                   | 12                  | 12                  | –                   | 4                   | 12                  | 7                   | 12                  | –                   | 12                  | 10                  | 10                  | –                   | 12                  | 4                   | 12                  | 4                   | –                   |                     | 10                  | 10                  | 16                  | 34                  |
| 08                  | Schweden            | 03.                 | 238                 | 088                 | 4                   | 4                   | 1                   | 3                   | 4                   | 10                  | 5                   | 5                   | –                   | 4                   | 5                   | 7                   | –                   | 10                  | 1                   | 10                  | 1                   | 2                   |                     | 8                   | 4                   | 18                  | 34                  |
| 09                  | Österreich          | 17.                 | 021                 | 021                 | 1                   | –                   |                     | –                   | –                   | 2                   | 1                   | –                   | 1                   | 1                   | 6                   | –                   | –                   | –                   | –                   | –                   | 1                   | –                   | 8                   | –                   | –                   | 08                  | 08                  |
| 09                  | Österreich          | 17.                 | 021                 | 000                 | –                   | –                   |                     | –                   | –                   | –                   | –                   | –                   | –                   | –                   | –                   | –                   | –                   | –                   | –                   | –                   | –                   | –                   | –                   | –                   | –                   | 0                   | 08                  |
| 10                  | Kroatien            | 14.                 | 064                 | 026                 | 2                   | –                   | 5                   | –                   |                     | 5                   | –                   | 1                   | –                   | –                   | –                   | –                   | –                   | 5                   | –                   | –                   | –                   | –                   | –                   | –                   | 8                   | 06                  | 17                  |
| 10                  | Kroatien            | 14.                 | 064                 | 038                 | 3                   | 2                   | 8                   | 1                   |                     | –                   | 3                   | –                   | –                   | 1                   | –                   | 1                   | –                   | –                   | 10                  | –                   | –                   | 3                   | 1                   | 5                   | –                   | 11                  | 17                  |
| 11                  | Malta               | 08.                 | 157                 | 107                 | 6                   | 10                  | 2                   | 6                   | 6                   | –                   | 6                   | 4                   | 10                  | 4                   | 3                   |                     | 7                   | 10                  | 7                   | 4                   | 5                   | 8                   | 4                   | 4                   | 1                   | 19                  | 33                  |
| 11                  | Malta               | 08.                 | 157                 | 050                 | –                   | 7                   | –                   | 6                   | 2                   | 5                   | –                   | 4                   | 2                   | 2                   | 1                   |                     | 3                   | 1                   | 4                   | 3                   | 2                   | –                   | –                   | –                   | 8                   | 14                  | 33                  |
| 12                  | Litauen             | 11.                 | 093                 | 016                 | –                   | –                   | –                   | 1                   | –                   | –                   | –                   | –                   | –                   | 6                   |                     | 3                   | –                   | –                   | –                   | –                   | –                   | –                   | 3                   | 3                   | –                   | 05                  | 19                  |
| 12                  | Litauen             | 11.                 | 093                 | 077                 | 5                   | –                   | –                   | 2                   | –                   | 4                   | 1                   | 12                  | –                   | 10                  |                     | 3                   | 5                   | 2                   | –                   | 12                  | –                   | 1                   | 7                   | 1                   | 12                  | 14                  | 19                  |
| 13                  | Russland            | 06.                 | 217                 | 093                 | 8                   | 7                   | –                   | 12                  | 3                   | 3                   | –                   | –                   | –                   | 3                   | 4                   | 8                   | 8                   | 7                   | 10                  | 3                   | 6                   |                     | 7                   | 1                   | 3                   | 16                  | 36                  |
| 13                  | Russland            | 06.                 | 217                 | 124                 | 2                   | 12                  | 4                   | 12                  | 3                   | 3                   | 7                   | 7                   | 7                   | 12                  | 10                  | 5                   | 10                  | 3                   | 7                   | 4                   | 8                   |                     | 3                   | 3                   | 2                   | 20                  | 36                  |
| 14                  | Albanien            | 09.                 | 096                 | 038                 |                     | –                   | –                   | 7                   | 5                   | –                   | –                   | –                   | 3                   | –                   | –                   | –                   | 2                   | –                   | 12                  | –                   | 2                   | 7                   | –                   | –                   | –                   | 07                  | 17                  |
| 14                  | Albanien            | 09.                 | 096                 | 058                 |                     | –                   | 3                   | 4                   | 6                   | –                   | 2                   | –                   | 12                  | –                   | –                   | –                   | –                   | –                   | 12                  | 2                   | 3                   | –                   | 2                   | 12                  | –                   | 10                  | 17                  |
| 15                  | Norwegen            | 07.                 | 210                 | 040                 | –                   | 1                   | 3                   | –                   | –                   | 8                   | 2                   | 7                   | –                   | –                   | 1                   | 4                   | 3                   | –                   | –                   |                     | –                   | –                   | 5                   | 6                   | –                   | 10                  | 30                  |
| 15                  | Norwegen            | 07.                 | 210                 | 170                 | 12                  | 5                   | 10                  | 5                   | 10                  | 12                  | 10                  | 10                  | 8                   | 8                   | 8                   | 8                   | 4                   | 12                  | 3                   |                     | 5                   | 8                   | 12                  | 10                  | 10                  | 20                  | 30                  |
| 16                  | Niederlande         | 01.                 | 280                 | 140                 | 4                   | 4                   | 10                  | 4                   | 8                   | 7                   | 10                  | 8                   | 4                   | 8                   | 12                  | 12                  | –                   |                     | 6                   | 10                  | 8                   | 1                   | 10                  | 12                  | 2                   | 19                  | 39                  |
| 16                  | Niederlande         | 01.                 | 280                 | 140                 | 10                  | 10                  | 6                   | 8                   | 7                   | 8                   | 8                   | 8                   | 3                   | 7                   | 6                   | 10                  | 7                   |                     | 8                   | 5                   | 6                   | 7                   | 5                   | 6                   | 5                   | 20                  | 39                  |
| 17                  | Nordmazedonien      | 02.                 | 239                 | 155                 | 12                  | 8                   | 8                   | 10                  | 12                  | 10                  | 12                  | 6                   | 7                   | 5                   | 2                   | 2                   | 10                  | 4                   |                     | 7                   | 10                  | 10                  | –                   | 8                   | 12                  | 19                  | 35                  |
| 17                  | Nordmazedonien      | 02.                 | 239                 | 084                 | 8                   | 6                   | 5                   | 7                   | 12                  | 1                   | 6                   | –                   | 1                   | –                   | 2                   | 6                   | –                   | 6                   |                     | 1                   | 4                   | 6                   | 6                   | 7                   | –                   | 16                  | 35                  |
| 18                  | Aserbaidschan       | 05.                 | 224                 | 103                 | 10                  | –                   | 6                   |                     | 7                   | 1                   | 3                   | 5                   | 6                   | 10                  | 8                   | 7                   | 6                   | 1                   | 8                   | 6                   | 7                   | 4                   | 1                   | –                   | 7                   | 18                  | 37                  |
| 18                  | Aserbaidschan       | 05.                 | 224                 | 121                 | 7                   | –                   | 7                   |                     | 5                   | 7                   | 4                   | 3                   | 4                   | 6                   | 7                   | 4                   | 8                   | 7                   | 5                   | 6                   | 10                  | 12                  | 8                   | 4                   | 7                   | 19                  | 37                  |

- Die wenigsten Jury-Votings:  Irland – 2
- Die wenigsten Televoting-Votings:  Österreich – 0
- Die wenigsten Gesamt-Votings:  Irland – 3
- Die wenigsten Jury-Punkte:  Irland – 13
- Die wenigsten Televoting-Punkte:  Österreich – 0
- Die wenigsten Gesamt-Punkte:  Irland – 16
- Die meisten Jury-Votings:  Niederlande,  Nordmazedonien – 19
- Die meisten Televoting-Votings:  Niederlande,  Norwegen,  Russland,  Schweiz – 20
- Die meisten Gesamt-Votings:  Niederlande – 39
- Die meisten Jury-Punkte:  Nordmazedonien – 155
- Die meisten Televoting-Punkte:  Norwegen – 170
- Die meisten Gesamt-Punkte:  Niederlande – 280

#### Statistik der Zwölf-Punkte-Vergabe
Fettgeschriebene Länder haben das Finale erreicht.
| Jury     | Jury           | Jury                                                                     |
| Anzahl   | Land           | erhalten von                                                             |
| -------- | -------------- | ------------------------------------------------------------------------ |
| 7        | Schweden       | Armenien, Dänemark, Irland, Lettland, Niederlande, Norwegen, Österreich, |
| 4        | Nordmazedonien | Albanien, Deutschland, Kroatien, Vereinigtes Königreich                  |
| 3        | Niederlande    | Litauen, Malta, Schweiz                                                  |
| 2        | Rumänien       | Moldau, Russland                                                         |
| 1        |                |                                                                          |
| Albanien | Nordmazedonien |                                                                          |
| Dänemark | Italien        |                                                                          |
| Moldau   | Rumänien       |                                                                          |
| Russland | Aserbaidschan  |                                                                          |
| Schweiz  | Schweden       |                                                                          |

| Zuschauer      | Zuschauer                                | Zuschauer                                 |
| Anzahl         | Land                                     | erhalten von                              |
| -------------- | ---------------------------------------- | ----------------------------------------- |
| 4              | Norwegen                                 | Albanien, Dänemark, Niederlande, Schweden |
| 3              |                                          |                                           |
| Albanien       | Italien, Nordmazedonien, Schweiz         |                                           |
| Litauen        | Irland, Norwegen, Vereinigtes Königreich |                                           |
| Russland       | Armenien, Aserbaidschan, Lettland        |                                           |
| Schweiz        | Deutschland, Malta, Österreich           |                                           |
| 1              |                                          |                                           |
| Aserbaidschan  | Russland                                 |                                           |
| Lettland       | Litauen                                  |                                           |
| Moldau         | Rumänien                                 |                                           |
| Nordmazedonien | Kroatien                                 |                                           |
| Rumänien       | Moldau                                   |                                           |

## Finale

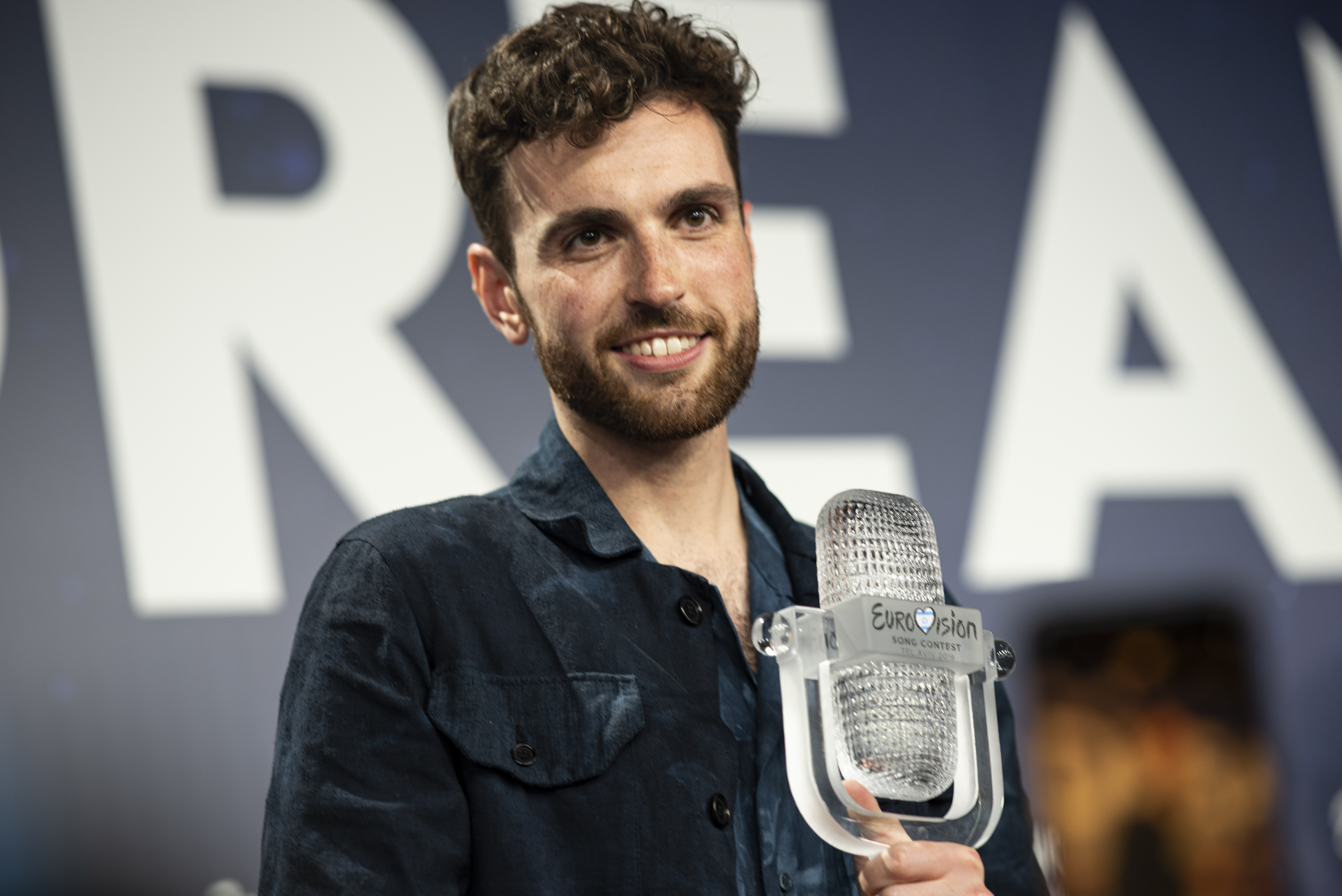
Duncan Laurence nach dem Finale

Das Finale fand am 18. Mai 2019 um 21:00 Uhr (MESZ) statt. Die Länder der Big Five (Deutschland, Frankreich, Italien, Spanien, Vereinigtes Königreich) und das Gastgeberland Israel waren direkt für das Finale qualifiziert. Hinzu kamen je zehn Länder aus den beiden Halbfinalen, sodass im Finale 26 Länder antraten. Alle Teilnehmerländer waren abstimmungsberechtigt.
 Aserbaidschan,  Belarus und  Griechenland nahmen zum ersten Mal seit zwei Jahren,  Malta und  Russland zum ersten Mal seit drei Jahren,  Island,  San Marino und die  Schweiz zum ersten Mal seit fünf Jahren und  Nordmazedonien zum ersten Mal seit sieben Jahren wieder im Finale teil. Bis auf Russland waren alle der genannten Länder im jeweils genannten Zeitraum bereits im Halbfinale ausgeschieden. Russland war lediglich 2018 ausgeschieden, 2017 hatte das Land nicht teilgenommen.
Die Startreihenfolge des Finales wurde von den Produzenten bestimmt und am Freitag, dem 17. Mai 2019, veröffentlicht. Die 20 Finalisten aus den jeweiligen Halbfinalen zogen ihre Hälfte, in welcher sie im Finale antreten werden, auf der Pressekonferenz nach deren jeweiligem Halbfinale. Die Big Five zogen bereits nach dem zweiten Probelauf auf der jeweiligen Pressekonferenz ihre Hälfte.  Israel zog schon im Vorfeld seine Startnummer.
Nachdem zu Beginn der Juryabstimmungen  Italien und  Russland ein Führungsduo bildeten, kam mit der 13. Punktevergabe (aus dem Vereinigten Königreich)  Nordmazedonien an die Spitze und behielt sie als Anführer einer 5er-Gruppe aus  Nordmazedonien,  Schweden,  Niederlande,  Italien und  Aserbaidschan. Eine 4er-Gruppe aus der  Schweiz,  Australien,  Tschechien und  Russland bildete ein Verfolgerfeld, die Interpreten aller anderen Länder blieben abgeschlagen. Erst mit der letzten Punktevergabe aus Israel kam Schweden an die Spitze der Jurywertung. Ein Mehr an Spannung schuf die neue Bekanntgaberegelung der Zuschauerstimmen. Vom abgeschlagenen Feld konnten lediglich Norwegen als Bester der Zuschauerwertung und Island dreistellige Punktezuwächse verbuchen und noch unter die ersten Zehn gelangen. Von den führenden Neun bekamen Schweden und Nordmazedonien nebst Tschechien keine dreistelligen Punktezahlen, so dass sie jeweils mehrere Ränge abrutschten. Der niederländische Gewinner erhielt die drittmeisten Jury- und zweitmeisten Zuschauerpunkte.
Durch eine Korrektur der Endergebnisse am 22. Mai 2019 durch die EBU gab es Änderungen der Platzierungen. So tauschte Schweden Platz 5 mit Norwegen, das nur noch auf Platz 6 liegt. Ebenfalls tauschten Aserbaidschan und Nordmazedonien ihre Platzierungen. Zypern belegte Platz 13 statt Platz 15, während Malta von Platz 16 auf Platz 14 stieg. Slowenien hingegen rutschte von Platz 13 auf Platz 15 ab, wie auch Frankreich von Platz 14 auf Platz 16. Serbien und Albanien tauschten wie San Marino und Estland ihre Platzierungen. Deutschland wurde nur Vorletzter, da es mit Belarus den Rang tauschte. Änderungen gab es bei den Punktzahlen von weiteren zehn Teilnehmern, die sich nicht auf die Platzierung auswirkten. Israel ist nach der Korrektur Letzter im Juryvoting mit 0 Punkten. Nordmazedonien statt zuvor Schweden hat das Juryvoting gewonnen.

### Ergebnisliste
| Platz | Startnr. | Land                   | Interpret                       | Lied Musik (M) und Text (T) | Sprache                                 | Übersetzung (inoffiziell)            | Punkte | Punkte    | Punkte | Bild                      |
| Platz | Startnr. | Land                   | Interpret                       | Lied Musik (M) und Text (T) | Sprache                                 | Übersetzung (inoffiziell)            | Jury   | Zuschauer | Gesamt | Bild                      |
| ----- | -------- | ---------------------- | ------------------------------- | --- | --------------------------------------- | ------------------------------------ | ------ | --------- | ------ | ------------------------- |
| 01.   | 12       | Niederlande            | Duncan Laurence                 | Arcade M/T: Duncan Laurence, Joel Sjöö, Wouter Hardy, Willi Knox                                                                            | Englisch                                | Spielhalle                           | 237    | 261       | 498    | Duncan Laurence           |
| 02.   | 22       | Italien                | Mahmood                         | Soldi M: Mahmood, Dardust, Charlie Charles; T: Mahmood, Dardust                                                                             | Italienisch, Arabisch                   | Geld                                 | 219    | 253       | 472    | Mahmood                   |
| 03.   | 05       | Russland               | Sergei Lasarew Сергей Лазарев   | Scream M: Filipp Kirkorow, Dimitris Kontopoulos; T: Sharon Vaughn, Dimitris Kontopoulos                                                     | Englisch                                | Schreien                             | 126    | 244       | 370    | Sergei Lasarew            |
| 04.   | 24       | Schweiz                | Luca Hänni                      | She Got Me M/T: Laurell Barker, Mac Frazer, Luca Hänni, Jon Hällgren, Lukas Hällgren                                                        | Englisch                                | Sie brachte mich dazu                | 152    | 212       | 364    | Luca Hänni                |
| 05.   | 09       | Schweden               | John Lundvik                    | Too Late for Love M/T: John Lundvik, Anderz Wrethov, Andreas „Stone“ Johansson                                                              | Englisch                                | Zu spät für die Liebe                | 241    | 093       | 334    | John Lundvik              |
| 06.   | 15       | Norwegen               | KEiiNO                          | Spirit in the Sky M: Tom Hugo, Henrik Tala, Fred Buljo, Rüdiger Schramm; T: Alexander Olsson, Tom Hugo, Fred Buljo, Alexandra Rotan         | Englisch, Nordsamisch                   | Geist im Himmel                      | 040    | 291       | 331    | KEiiNO                    |
| 07.   | 08       | Nordmazedonien         | Tamara Todevska Тамара Тодевска | Proud M: Robert Bilbilov, Lazar Cvetkoski, Darko Dimitrov; T: Kosta Petrov, Sanja Popovska                                                  | Englisch                                | Stolz                                | 247    | 058       | 305    | Tamara Todevska           |
| 08.   | 20       | Aserbaidschan          | Chingiz                         | Truth M: Borislaw Milanow, Trey Campbell, Bo J, Pablo Dinero, Hostess, Çingiz Mustafayev; T: Borislaw Milanow, Trey Campbell, Bo J, Hostess | Englisch                                | Wahrheit                             | 202    | 100       | 302    | Chingiz                   |
| 09.   | 25       | Australien             | Kate Miller-Heidke              | Zero Gravity M: Kate Miller-Heidke, Keir Nuttall, Julian Hamilton; T: Kate Miller-Heidke, Keir Nuttall                                      | Englisch                                | Schwerelosigkeit                     | 153    | 131       | 284    | Kate Miller-Heidke        |
| 10.   | 17       | Island                 | Hatari                          | Hatrið mun sigra M/T: Hatari | Isländisch                              | Hass wird siegen                     | 046    | 186       | 232    | Hatari                    |
| 11.   | 03       | Tschechien             | Lake Malawi                     | Friend of a Friend M/T: Jan Steinsdoerfer, Maciej Mikolaj Trybulec, Albert Černy                                                            | Englisch                                | Freundin eines Freundes              | 150    | 007       | 157    | Lake Malawi               |
| 12.   | 06       | Dänemark               | Leonora                         | Love Is Forever M/T: Lise Cabble, Melanie Wehbe, Emil Lei                                                                                   | Englisch, Französisch, Dänisch, Deutsch | Liebe ist für immer                  | 069    | 051       | 120    | Leonora                   |
| 13.   | 11       | Zypern                 | Tamta Τάμτα                     | Replay M/T: Alex Papaconstantinou, Teddy Sky, Viktor Svensson, Albin Nedler, Kristoffer Fogelmark                                           | Englisch                                | Wiederholung (freier: Dauerschleife) | 077    | 032       | 109    | Tamta                     |
| 14.   | 01       | Malta                  | Michela                         | Chameleon M/T: Joachim Perrson, Paula Winger, Borislaw Milanow, Johan Alkanäs                                                               | Englisch                                | Chamäleon                            | 087    | 020       | 107    | Michela                   |
| 15.   | 10       | Slowenien              | Zala Kralj & Gašper Šantl       | Sebi M/T: Zala Kralj, Gašper Šantl | Slowenisch                              | Dir selbst                           | 046    | 059       | 105    | Zala Kralj & Gašper Šantl |
| 16.   | 21       | Frankreich             | Bilal Hassani                   | Roi M/T: Émilie Satt, Jean-Karl Lucas | Französisch, Englisch                   | König                                | 067    | 038       | 105    | Bilal Hassani             |
| 17.   | 02       | Albanien               | Jonida Maliqi                   | Ktheju Tokës M/T: Eriona Rushiti | Albanisch                               | Kehre ins Land zurück                | 043    | 047       | 090    | Jonida Maliqi             |
| 18.   | 23       | Serbien                | Nevena Božović Невена Божовић   | Kruna (Круна) M: Nevena Božović, Darko Dimitrov; T: Nevena Božović                                                                          | Serbisch, Englisch                      | Krone                                | 035    | 054       | 089    | Nevena Božović            |
| 19.   | 07       | San Marino             | Serhat                          | Say Na Na Na M: Serhat; T: Serhat, Mary Susan Applegate                                                                                     | Englisch, Türkisch                      | Sag Na Na Na                         | 012    | 065       | 077    | Serhat                    |
| 20.   | 18       | Estland                | Victor Crone                    | Storm M: Stig Rästa, Vallo Kikas, Victor Crone, Sebastian Lestapier; T: Stig Rästa, Victor Crone, Fred Krieger                              | Englisch                                | Sturm                                | 028    | 048       | 076    | Victor Crone              |
| 21.   | 13       | Griechenland           | Katerine Duska Κατερίνα Ντούσκα | Better Love M: Katerine Duska, Leon of Athens, David Sneddon, Phil Cook; T: Katerine Duska, David Sneddon                                   | Englisch                                | Bessere Liebe                        | 050    | 024       | 074    | Katerine Duska            |
| 22.   | 26       | Spanien                | Miki                            | La venda M/T: Adrià Salas | Spanisch                                | Die Augenbinde                       | 001    | 053       | 054    | Miki                      |
| 23.   | 14       | Israel (Gastgeber)     | Kobi Marimi קובי מרימי          | Home M/T: Inbar Vaizman, Ohad Shragai | Englisch                                | Zuhause                              | 000    | 035       | 035    | Kobi Marimi               |
| 24.   | 19       | Belarus                | ZENA ЗЕНА                       | Like It M: Yuliya Kireyeva, Viktor Drobysh; T: Yuliya Kireyeva                                                                              | Englisch                                | Es mögen                             | 018    | 013       | 031    | ZENA                      |
| 25.   | 04       | Deutschland            | S!sters                         | Sister M/T: Laurell Barker, Tom Oehler, Marine Kaltenbacher, Thomas Stengaard                                                               | Englisch                                | Schwester                            | 024    | 000       | 024    | S!sters                   |
| 26.   | 16       | Vereinigtes Königreich | Michael Rice                    | Bigger Than Us M/T: Laurell Barker, Anna-Klara Folin, John Lundvik, Jonas Thander                                                           | Englisch                                | Größer als wir                       | 008    | 003       | 011    | Michael Rice              |

### Punktetafel Finale
In der folgenden Tabelle sind die Punkte der Jury und des Televotings dargestellt. Die Länder in der linken Spalte sind nach der Startreihenfolge sortiert, während die abstimmungsberechtigten Länder nach der Vergabe der Jurypunkte sortiert sind. Das gelb unterlegte Land zeigt den ersten Platz und damit den Sieger. Die orange unterlegte Zeile stellt die Televotingpunkte dar, während die weiß bzw. gelb unterlegte Zeile die Jurypunkte darstellt.
| Land                   | Abstimmungsergebnisse | Abstimmungsergebnisse | Abstimmungsergebnisse | Abstimmungsergebnisse | Abstimmungsergebnisse | Abstimmungsergebnisse | Abstimmungsergebnisse | Abstimmungsergebnisse | Abstimmungsergebnisse | Abstimmungsergebnisse | Abstimmungsergebnisse | Abstimmungsergebnisse | Abstimmungsergebnisse | Abstimmungsergebnisse | Abstimmungsergebnisse | Abstimmungsergebnisse | Abstimmungsergebnisse | Abstimmungsergebnisse | Abstimmungsergebnisse | Abstimmungsergebnisse | Abstimmungsergebnisse | Abstimmungsergebnisse | Abstimmungsergebnisse | Abstimmungsergebnisse | Abstimmungsergebnisse | Abstimmungsergebnisse | Abstimmungsergebnisse | Abstimmungsergebnisse | Abstimmungsergebnisse | Abstimmungsergebnisse | Abstimmungsergebnisse | Abstimmungsergebnisse | Abstimmungsergebnisse | Abstimmungsergebnisse | Abstimmungsergebnisse | Abstimmungsergebnisse | Abstimmungsergebnisse | Abstimmungsergebnisse | Abstimmungsergebnisse | Abstimmungsergebnisse | Abstimmungsergebnisse | Abstimmungsergebnisse | Abstimmungsergebnisse | Abstimmungsergebnisse | Abstimmungsergebnisse |
| Land                   | Punkte                | Punkte                | PT                    | AZ                    | MT                    | MK                    | SM                    | NL                    | ME                    | EE                    | PL                    | NO                    | ES                    | AT                    | UK                    | IT                    | AL                    | HU                    | MD                    | IE                    | BY                    | AM                    | RO                    | CY                    | AU                    | RU                    | DE                    | BE                    | SE                    | HR                    | LT                    | RS                    | IS                    | GE                    | GR                    | LV                    | CZ                    | DK                    | FR                    | FI                    | CH                    | SI                    | IL                    | Votings               | Votings               |
| ---------------------- | --------------------- | --------------------- | --------------------- | --------------------- | --------------------- | --------------------- | --------------------- | --------------------- | --------------------- | --------------------- | --------------------- | --------------------- | --------------------- | --------------------- | --------------------- | --------------------- | --------------------- | --------------------- | --------------------- | --------------------- | --------------------- | --------------------- | --------------------- | --------------------- | --------------------- | --------------------- | --------------------- | --------------------- | --------------------- | --------------------- | --------------------- | --------------------- | --------------------- | --------------------- | --------------------- | --------------------- | --------------------- | --------------------- | --------------------- | --------------------- | --------------------- | --------------------- | --------------------- | --------------------- | --------------------- |
| Malta                  | 107                   | 087                   | –                     | 10                    |                       | 5                     | –                     | 8                     | 6                     | –                     | 4                     | –                     | –                     | –                     | –                     | 8                     | –                     | –                     | 1                     | –                     | 12                    | 4                     | –                     | 3                     | –                     | 6                     | 3                     | –                     | 2                     | –                     | –                     | –                     | –                     | –                     | 5                     | 1                     | 3                     | –                     | –                     | 1                     | –                     | 1                     | 4                     | 19                    | 23                    |
| Malta                  | 107                   | 020                   | –                     | 4                     |                       | 6                     | –                     | –                     | –                     | –                     | –                     | –                     | –                     | –                     | –                     | –                     | –                     | –                     | –                     | –                     | –                     | 6                     | –                     | –                     | 4                     | –                     | –                     | –                     | –                     | –                     | –                     | –                     | –                     | –                     | –                     | –                     | –                     | –                     | –                     | –                     | –                     | –                     | –                     | 04                    | 23                    |
| Albanien               | 090                   | 043                   | –                     | 7                     | 2                     | 8                     | 7                     | –                     | 8                     | –                     | –                     | –                     | –                     | –                     | –                     | 1                     |                       | –                     | –                     | –                     | –                     | –                     | 2                     | 2                     | –                     | 3                     | –                     | –                     | –                     | –                     | –                     | –                     | –                     | –                     | 3                     | –                     | –                     | –                     | –                     | –                     | –                     | –                     | –                     | 10                    | 16                    |
| Albanien               | 090                   | 047                   | –                     | –                     | –                     | 12                    | –                     | –                     | 7                     | –                     | –                     | –                     | –                     | –                     | –                     | 12                    |                       | –                     | –                     | –                     | –                     | –                     | –                     | –                     | –                     | –                     | –                     | –                     | –                     | 1                     | –                     | –                     | –                     | –                     | 5                     | –                     | –                     | –                     | –                     | –                     | 10                    | –                     | –                     | 06                    | 16                    |
| Tschechien             | 157                   | 150                   | 10                    | –                     | –                     | –                     | –                     | 4                     | 1                     | 8                     | –                     | 12                    | 6                     | 3                     | 1                     | 4                     | –                     | 12                    | 8                     | –                     | –                     | 3                     | 8                     | –                     | 5                     | –                     | –                     | 5                     | 1                     | 7                     | 7                     | 4                     | 6                     | 12                    | –                     | 3                     |                       | –                     | 3                     | 4                     | –                     | 12                    | 1                     | 26                    | 30                    |
| Tschechien             | 157                   | 007                   | –                     | –                     | –                     | –                     | –                     | –                     | –                     | –                     | 1                     | –                     | –                     | –                     | –                     | –                     | –                     | –                     | 2                     | –                     | –                     | –                     | –                     | –                     | 2                     | –                     | –                     | –                     | –                     | –                     | –                     | –                     | 2                     | –                     | –                     | –                     |                       |                       |                       |                       |                       | –                     | –                     | 04                    | 30                    |
| Deutschland            | 024                   | 024                   | –                     | –                     | –                     | –                     | –                     | –                     | –                     | –                     | –                     | –                     | –                     | –                     | –                     | –                     | –                     | –                     | –                     | 2                     | –                     | –                     | –                     | –                     | 3                     | –                     |                       | –                     | –                     | –                     | 5                     | –                     | –                     | –                     | –                     | –                     | –                     | 8                     | –                     | –                     | 6                     | –                     | –                     | 05                    | 05                    |
| Deutschland            | 024                   | 000                   | –                     | –                     | –                     | –                     | –                     | –                     | –                     | –                     | –                     | –                     | –                     | –                     | –                     | –                     | –                     | –                     | –                     | –                     | –                     | –                     | –                     | –                     | –                     | –                     |                       | –                     | –                     | –                     | –                     | –                     | –                     | –                     | –                     | –                     | –                     | –                     | –                     | –                     | –                     | –                     | –                     | 0                     | 05                    |
| Russland               | 370                   | 126                   | –                     | 12                    | 10                    | 6                     | 10                    | 5                     | 10                    | 6                     | –                     | –                     | 2                     | –                     | 4                     | –                     | 1                     | –                     | 5                     | 3                     | 1                     | 5                     | 6                     | 10                    | 4                     |                       | –                     | –                     | 3                     | 2                     | 1                     | –                     | –                     | –                     | 10                    | 4                     | –                     | 3                     | –                     | –                     | 3                     | –                     | –                     | 24                    | 54                    |
| Russland               | 370                   | 244                   | 10                    | 12                    | 4                     | –                     | 12                    | –                     | 10                    | 12                    | 3                     | 1                     | 2                     | 5                     | –                     | 8                     | 12                    | 7                     | 12                    | 5                     | 12                    | 12                    | 7                     | 10                    | –                     |                       | 8                     | 1                     | –                     | –                     | 12                    | 8                     | –                     | 8                     | 8                     | 12                    | 12                    | –                     | 3                     | 4                     | –                     | –                     | 12                    | 30                    | 54                    |
| Dänemark               | 120                   | 069                   | –                     | –                     | –                     | –                     | –                     | 7                     | 3                     | 2                     | 5                     | 4                     | –                     | –                     | 3                     | 12                    | –                     | 6                     | 4                     | –                     | –                     | –                     | –                     | –                     | –                     | –                     | 1                     | 1                     | –                     | –                     | –                     | 2                     | –                     | 7                     | –                     | 7                     | –                     |                       | 1                     | –                     | –                     | 4                     | –                     | 16                    | 29                    |
| Dänemark               | 120                   | 051                   | 1                     | –                     | –                     | –                     | –                     | 5                     | –                     | 6                     | –                     | 5                     | –                     | –                     | 6                     | 4                     | –                     | –                     | –                     | –                     | –                     | –                     | –                     | –                     | –                     | –                     | 4                     | –                     | 7                     | –                     | –                     | –                     | 4                     | –                     | –                     | –                     | –                     |                       | 4                     | –                     | 1                     | 3                     | 1                     | 13                    | 29                    |
| San Marino             | 077                   | 012                   | –                     | –                     | 1                     | –                     |                       | –                     | –                     | –                     | –                     | –                     | –                     | –                     | –                     | –                     | –                     | –                     | –                     | –                     | –                     | –                     | –                     | –                     | –                     | 5                     | –                     | –                     | –                     | –                     | –                     | –                     | –                     | –                     | 6                     | –                     | –                     | –                     | –                     | –                     | –                     | –                     | –                     | 03                    | 14                    |
| San Marino             | 077                   | 065                   | –                     | 10                    | –                     | 8                     |                       | –                     | 8                     | –                     | –                     | –                     | –                     | –                     | –                     | –                     | 10                    | 6                     | 8                     | –                     | 1                     | –                     | –                     | –                     | –                     | –                     | –                     | –                     | –                     | 2                     | –                     | 1                     | 1                     | 10                    | –                     | –                     | –                     | –                     | –                     | –                     | –                     | –                     | –                     | 11                    | 14                    |
| Nordmazedonien         | 305                   | 247                   | 5                     | 8                     | 3                     |                       | 1                     | 3                     | 7                     | –                     | 8                     | 10                    | –                     | 12                    | 12                    | 10                    | 12                    | 10                    | 12                    | 5                     | 10                    | 10                    | 7                     | –                     | 7                     | 4                     | 7                     | –                     | –                     | 10                    | –                     | 12                    | 8                     | –                     | 1                     | 8                     | 7                     | 10                    | 7                     | 7                     | 12                    | 2                     | –                     | 32                    | 43                    |
| Nordmazedonien         | 305                   | 058                   | –                     | 3                     | 5                     |                       | –                     | 1                     | 6                     | –                     | –                     | –                     | –                     | –                     | –                     | –                     | 6                     | –                     | –                     | –                     | –                     | –                     | –                     | –                     | –                     | –                     | –                     | –                     | 2                     | 7                     | –                     | 12                    |                       | 2                     | –                     | –                     | –                     | –                     | –                     | –                     | 2                     | 12                    | –                     | 11                    | 43                    |
| Schweden               | 334                   | 241                   | 2                     | –                     | 5                     | –                     | –                     | 12                    | –                     | 12                    | –                     | 8                     | 12                    | 6                     | 10                    | 2                     | 6                     | 4                     | 2                     | 12                    | 2                     | 12                    | 1                     | 7                     | 12                    | –                     | 2                     | –                     |                       | 5                     | 8                     | 8                     | 12                    | 2                     | –                     | 10                    | 12                    | 12                    | 10                    | 12                    | 8                     | 7                     | 6                     | 32                    | 49                    |
| Schweden               | 334                   | 093                   | –                     | –                     | 6                     | –                     | –                     | 8                     | –                     | 3                     | –                     | 12                    | 6                     | –                     | 5                     | –                     | –                     | –                     | –                     | 2                     | –                     | 2                     | –                     | –                     | 8                     | –                     | 1                     | 2                     |                       | –                     | 3                     | –                     | 8                     | 6                     | –                     | –                     | –                     | 10                    | –                     | 7                     | 4                     | –                     | –                     | 17                    | 49                    |
| Slowenien              | 105                   | 046                   | 3                     | 4                     | –                     | –                     | –                     | –                     | –                     | –                     | 10                    | –                     | 1                     | –                     | –                     | –                     | –                     | –                     | –                     | –                     | –                     | –                     | –                     | –                     | –                     | –                     | –                     | –                     | –                     | –                     | 4                     | –                     | –                     | 4                     | 4                     | –                     | 10                    | –                     | –                     | 6                     | –                     |                       | –                     | 09                    | 22                    |
| Slowenien              | 105                   | 059                   | –                     | –                     | –                     | 2                     | –                     | –                     | 4                     | 7                     | 4                     | –                     | –                     | 2                     | –                     | –                     | –                     | 3                     | –                     | –                     | 5                     | –                     | –                     | –                     | –                     | 6                     | 3                     | –                     | –                     | 10                    | –                     | 10                    | –                     | –                     | –                     | 2                     | –                     | –                     | –                     | 1                     | –                     |                       | –                     | 13                    | 22                    |
| Zypern                 | 109                   | 077                   | –                     | 3                     | 6                     | 1                     | 5                     | 1                     | 5                     | –                     | –                     | 1                     | 5                     | –                     | –                     | –                     | 7                     | –                     | –                     | –                     | 8                     | –                     | –                     |                       | –                     | 8                     | –                     | 2                     | 7                     | –                     | –                     | –                     | –                     | 6                     | 12                    | –                     | –                     | –                     | –                     | –                     | –                     | –                     | –                     | 15                    | 19                    |
| Zypern                 | 109                   | 032                   | –                     | –                     | –                     | –                     | 7                     | –                     | –                     | –                     | –                     | –                     | –                     | –                     | 1                     | –                     | –                     | –                     | –                     | –                     | –                     | –                     | –                     |                       | –                     | –                     | –                     | –                     | –                     | –                     | –                     | –                     | –                     | 12                    | 12                    | –                     | –                     | –                     | –                     | –                     | –                     | –                     | –                     | 04                    | 19                    |
| Niederlande            | 498                   | 237                   | 12                    | –                     | 7                     | 7                     | 3                     |                       | –                     | 7                     | –                     | 7                     | 8                     | 8                     | 6                     | –                     | –                     | 1                     | 3                     | 8                     | 6                     | 6                     | 5                     | 5                     | 6                     | –                     | 8                     | 6                     | 12                    | 6                     | 12                    | –                     | 7                     | 8                     | –                     | 12                    | 6                     | 7                     | 12                    | 8                     | 10                    | 6                     | 12                    | 32                    | 72                    |
| Niederlande            | 498                   | 261                   | 8                     | 7                     | 10                    | 7                     | 6                     |                       | 1                     | 8                     | 10                    | 8                     | 8                     | 7                     | 4                     | 5                     | 7                     | 8                     | 6                     | 8                     | 10                    | 10                    | 12                    | 6                     | 6                     | 5                     | 7                     | 12                    | 6                     | 4                     | 7                     | 3                     | 5                     | 5                     | 6                     | 5                     | 4                     | 7                     | 5                     | 5                     | 6                     | 5                     | 2                     | 40                    | 72                    |
| Griechenland           | 074                   | 050                   | –                     | 6                     | 4                     | –                     | 8                     | –                     | –                     | –                     | –                     | –                     | –                     | –                     | –                     | –                     | 4                     | –                     | –                     | –                     | 3                     | –                     | –                     | 12                    | –                     | 10                    | –                     | 3                     | –                     | –                     | –                     | –                     | –                     | –                     |                       | –                     | –                     | –                     | –                     | –                     | –                     | –                     | –                     | 08                    | 11                    |
| Griechenland           | 074                   | 024                   | –                     | –                     | –                     | –                     | 10                    | –                     | –                     | –                     | –                     | –                     | –                     | –                     | –                     | –                     | 2                     | –                     | –                     | –                     | –                     | –                     | –                     | 12                    | –                     | –                     | –                     | –                     | –                     | –                     | –                     | –                     | –                     | –                     |                       | –                     | –                     | –                     | –                     | –                     | –                     | –                     | –                     | 03                    | 11                    |
| Israel                 | 035                   | 000                   | –                     | –                     | –                     | –                     | –                     | –                     | –                     | –                     | –                     | –                     | –                     | –                     | –                     | –                     | –                     | –                     | –                     | –                     | –                     | –                     | –                     | –                     | –                     | –                     | –                     | –                     | –                     | –                     | –                     | –                     | –                     | –                     | –                     | –                     | –                     | –                     | –                     | –                     | –                     | –                     |                       | 0                     | 07                    |
| Israel                 | 035                   | 035                   | –                     | –                     | –                     | –                     | 1                     | –                     | –                     | –                     | –                     | –                     | –                     | –                     | –                     | –                     | –                     | –                     | 7                     | –                     | –                     | –                     | 3                     | 5                     | –                     | –                     | –                     | –                     | –                     | –                     | –                     | –                     | –                     | 4                     | –                     | –                     | 3                     | –                     | 12                    | –                     | –                     | –                     |                       | 07                    | 07                    |
| Norwegen               | 331                   | 040                   | 4                     | –                     | –                     | –                     | –                     | –                     | –                     | –                     | 1                     |                       | –                     | 1                     | –                     | –                     | –                     | –                     | 7                     | 6                     | –                     | –                     | –                     | –                     | –                     | –                     | 5                     | –                     | 4                     | –                     | –                     | –                     | –                     | –                     | –                     | –                     | –                     | 5                     | –                     | –                     | 7                     | –                     | –                     | 09                    | 46                    |
| Norwegen               | 331                   | 291                   | 6                     | 1                     | 7                     | 5                     | 3                     | 12                    | –                     | 10                    | 8                     |                       | 7                     | 8                     | 12                    | 10                    | 5                     | 10                    | 3                     | 12                    | 8                     | 5                     | 4                     | 1                     | 12                    | 10                    | 12                    | 7                     | 12                    | 5                     | 8                     | 4                     | 12                    | –                     | –                     | 8                     | 10                    | 12                    | 8                     | 10                    | 8                     | 6                     | 10                    | 37                    | 46                    |
| Vereinigtes Königreich | 011                   | 008                   | –                     | –                     | –                     | –                     | –                     | –                     | –                     | –                     | –                     | 2                     | –                     | –                     |                       | –                     | –                     | 2                     | –                     | –                     | –                     | 2                     | –                     | –                     | –                     | –                     | –                     | –                     | –                     | –                     | –                     | –                     | –                     | 1                     | –                     | –                     | –                     | –                     | –                     | –                     | 1                     | –                     | –                     | 05                    | 06                    |
| Vereinigtes Königreich | 011                   | 003                   | –                     | –                     | –                     | –                     | –                     | –                     | –                     | –                     | –                     | –                     | –                     | –                     |                       | –                     | –                     | –                     | –                     | 3                     | –                     | –                     | –                     | –                     | –                     | –                     | –                     | –                     | –                     | –                     | –                     | –                     | –                     | –                     | –                     | –                     | –                     | –                     | –                     | –                     | –                     | –                     | –                     | 01                    | 06                    |
| Island                 | 232                   | 046                   | –                     | –                     | –                     | 2                     | 6                     | –                     | –                     | –                     | 3                     | –                     | –                     | –                     | –                     | –                     | –                     | –                     | –                     | –                     | –                     | –                     | –                     | –                     | 8                     | 2                     | –                     | 10                    | –                     | –                     | 6                     | –                     |                       | –                     | –                     | –                     | 4                     | –                     | 5                     | –                     | –                     | –                     | –                     | 09                    | 43                    |
| Island                 | 232                   | 186                   | 3                     | –                     | 1                     | –                     | 2                     | 7                     | 2                     | 5                     | 12                    | 10                    | 3                     | 6                     | 8                     | 7                     | –                     | 12                    | 1                     | 6                     | 7                     | 3                     | 5                     | –                     | 10                    | 7                     | 2                     | 3                     | 8                     | 3                     | 6                     | 5                     |                       | 3                     | 2                     | 7                     | 6                     | 4                     | 1                     | 12                    | –                     | 7                     | –                     | 34                    | 43                    |
| Estland                | 076                   | 028                   | –                     | –                     | –                     | –                     | –                     | –                     | –                     |                       | –                     | –                     | –                     | –                     | –                     | 5                     | –                     | –                     | –                     | –                     |                       | –                     | –                     | –                     | –                     | –                     | –                     | –                     | –                     | 1                     | –                     | 6                     | –                     | –                     | –                     | 5                     | 1                     | 2                     | –                     | –                     | –                     | –                     | 8                     | 07                    | 17                    |
| Estland                | 076                   | 048                   | –                     | –                     | –                     | –                     | –                     | –                     | –                     |                       | –                     | 2                     | –                     | –                     | –                     | –                     | –                     | –                     | –                     | 1                     | –                     | –                     | –                     | –                     | –                     | –                     | –                     | –                     | 10                    | –                     | 4                     | –                     | 3                     | –                     | –                     | 10                    | 1                     | 8                     | –                     | 8                     | –                     | 1                     | –                     | 10                    | 17                    |
| Belarus                | 031                   | 018                   | –                     | 1                     | –                     | –                     | –                     | –                     | –                     | 1                     | –                     | –                     | –                     | –                     | –                     | –                     | –                     | 8                     | –                     | –                     |                       | 1                     | –                     | –                     | –                     | 7                     | –                     | –                     | –                     | –                     | –                     | –                     | –                     | –                     | –                     | –                     | –                     | –                     | –                     | –                     | –                     | –                     | –                     | 05                    | 07                    |
| Belarus                | 031                   | 013                   | –                     | 5                     | –                     | –                     | –                     | –                     | –                     | –                     | –                     | –                     | –                     | –                     | –                     | –                     | –                     | –                     | –                     | –                     |                       | –                     | –                     | –                     | –                     | 8                     | –                     | –                     | –                     | –                     | –                     | –                     | –                     | –                     | –                     | –                     | –                     | –                     | –                     | –                     | –                     | –                     | –                     | 02                    | 07                    |
| Aserbaidschan          | 302                   | 202                   | 8                     |                       | 8                     | 4                     | 4                     | –                     | –                     | 5                     | 2                     | 5                     | 7                     | 4                     | 7                     | 7                     | 8                     | 5                     | 6                     | 7                     | 5                     | –                     | 10                    | 6                     | 2                     | 12                    | –                     | –                     | 5                     | –                     | 10                    | 3                     | 4                     | 10                    | 8                     | 6                     | 5                     | 4                     | 6                     | 2                     | –                     | 10                    | 7                     | 33                    | 59                    |
| Aserbaidschan          | 302                   | 100                   | –                     |                       | 2                     | 1                     | 4                     | 4                     | 3                     | 1                     | 2                     | 3                     | 1                     | 1                     | 3                     | 1                     | 3                     | 2                     | 10                    | –                     | 6                     | –                     | 6                     | –                     | 1                     | 12                    | –                     | –                     | 3                     | –                     | 5                     | –                     |                       | 7                     | –                     | 4                     | 7                     | 5                     | –                     | –                     | –                     | –                     | 3                     | 26                    | 59                    |
| Frankreich             | 105                   | 067                   | –                     | –                     | –                     | –                     | –                     | –                     | –                     | 3                     | 6                     | –                     | –                     | 5                     | 2                     | 3                     | 3                     | –                     | –                     | –                     | –                     | –                     | –                     | 4                     | 10                    | –                     | 4                     | 8                     | –                     | 3                     | –                     | 1                     | 1                     | 5                     | –                     | –                     | 2                     | –                     |                       | –                     | 2                     | 3                     | 2                     | 18                    | 30                    |
| Frankreich             | 105                   | 038                   | 2                     | –                     | –                     | –                     | –                     | –                     | –                     | –                     | –                     | –                     | 4                     | –                     | –                     | 2                     | –                     | 1                     | –                     | –                     | –                     | 4                     | 1                     | 3                     | 3                     | –                     | –                     | 10                    | –                     | –                     | –                     | –                     | –                     | –                     | 1                     | –                     | –                     | –                     |                       | –                     | 3                     | –                     | 4                     | 12                    | 30                    |
| Italien                | 472                   | 219                   | 6                     | 5                     | 12                    | 12                    | 12                    | 6                     | 2                     | –                     | –                     | 3                     | 4                     | 7                     | –                     |                       | 5                     | 7                     | –                     | 1                     | 7                     | 8                     | –                     | 8                     | –                     | –                     | 12                    | 12                    | 8                     | 12                    | 3                     | 10                    | 3                     | –                     | 7                     | 2                     | 8                     | 1                     | 8                     | 5                     | 5                     | 8                     | 10                    | 32                    | 70                    |
| Italien                | 472                   | 253                   | 7                     | 6                     | 12                    | 3                     | 8                     | 10                    | 5                     | –                     | 7                     | 7                     | 12                    | 10                    | –                     |                       | 8                     | 4                     | 5                     | 4                     | 3                     | 7                     | 8                     | 8                     | 5                     | 1                     | 6                     | 8                     | 4                     | 12                    | 10                    | 7                     | 6                     | 1                     | 10                    | 3                     | 2                     | 3                     | 10                    | 3                     | 12                    | 8                     | 8                     | 38                    | 70                    |
| Serbien                | 089                   | 035                   | –                     | –                     | –                     | –                     | –                     | –                     | 12                    | 4                     | 7                     | –                     | –                     | 2                     | –                     | –                     | –                     | –                     | –                     | –                     | –                     | –                     | 3                     | –                     | 1                     | –                     | –                     | –                     | –                     | 4                     | –                     |                       | 2                     | –                     | –                     | –                     | –                     | –                     | –                     | –                     | –                     | –                     | –                     | 08                    | 15                    |
| Serbien                | 089                   | 054                   | –                     | –                     | –                     | 10                    | –                     | –                     | 12                    | –                     | –                     | –                     | –                     | 4                     | –                     | –                     | –                     | –                     | –                     | –                     | –                     | –                     | –                     | –                     | –                     | 3                     | –                     | –                     | –                     | 8                     | –                     |                       | –                     | –                     | –                     | –                     | –                     | –                     | –                     | –                     | 7                     | 10                    | –                     | 07                    | 15                    |
| Schweiz                | 364                   | 152                   | 1                     | –                     | –                     | 3                     | 2                     | 10                    | –                     | 10                    | –                     | 6                     | 3                     | 10                    | 5                     | –                     | 10                    | 3                     | –                     | 10                    | 4                     | 7                     | 4                     | 1                     | –                     | –                     | 6                     | 7                     | 10                    | 8                     | –                     | 5                     | 5                     | 3                     | –                     | –                     | –                     | 6                     | 2                     | 3                     |                       | 5                     | 3                     | 28                    | 66                    |
| Schweiz                | 364                   | 212                   | 5                     | 8                     | 8                     | 4                     | 5                     | 6                     | –                     | 4                     | 5                     | 6                     | 10                    | 12                    | 7                     | 3                     | 4                     | 5                     | 4                     | 7                     | 4                     | 8                     | 10                    | 7                     | 7                     | 2                     | 10                    | 5                     | 1                     | 6                     | 2                     | 6                     | 7                     | –                     | 7                     | 1                     | 5                     | 6                     | 2                     | 2                     |                       | 4                     | 7                     | 38                    | 66                    |
| Australien             | 284                   | 153                   | 7                     | 2                     | –                     | 10                    | –                     | 2                     | 4                     | –                     | 12                    | –                     | 10                    | –                     | 8                     | 6                     | 2                     | –                     | 10                    | 4                     | –                     | –                     | 12                    | –                     |                       | –                     | 10                    | 4                     | 6                     | –                     | 2                     | 7                     | 10                    | –                     | 2                     | –                     | –                     | –                     | 4                     | 10                    | 4                     | –                     | 5                     | 24                    | 54                    |
| Australien             | 284                   | 131                   | 4                     | –                     | 3                     | –                     | –                     | 2                     | –                     | 2                     | 6                     | 4                     | 5                     | 3                     | 10                    | 6                     | 1                     | –                     | –                     | 10                    | 2                     | 1                     | 2                     | 2                     |                       | 4                     | 5                     | 4                     | 5                     | –                     | 1                     | –                     | 10                    | –                     | 3                     | 6                     | 8                     | 2                     | 6                     | 6                     | –                     | 2                     | 6                     | 30                    | 54                    |
| Spanien                | 054                   | 01                    | –                     | –                     | –                     | –                     | –                     | –                     | –                     | –                     | –                     | –                     |                       | –                     | –                     | –                     | –                     | –                     | –                     | –                     | –                     | –                     | –                     | –                     | –                     | 1                     | –                     | –                     | –                     | –                     | –                     | –                     | –                     | –                     | –                     | –                     | –                     | –                     | –                     | –                     | –                     | –                     | –                     | 01                    | 13                    |
| Spanien                | 054                   | 053                   | 12                    | 2                     | –                     | –                     | –                     | 3                     | –                     | –                     | –                     | –                     |                       | –                     | 2                     | –                     | –                     | –                     | –                     | –                     | –                     | –                     | –                     | 4                     | –                     | –                     | –                     | 6                     | –                     | –                     | –                     | 2                     | –                     | –                     | 4                     | –                     | –                     | 1                     | 7                     | –                     | 5                     | –                     | 5                     | 12                    | 13                    |

In der Tabelle sind die niedrigsten (Hintergrund rot) und höchsten (Hintergrund grün) Gesamtwerte gekennzeichnet.
- Die wenigsten Jury-Votings:  Israel – 0
- Die wenigsten Televoting-Votings:  Deutschland – 0
- Die wenigsten Gesamt-Votings:  Deutschland – 5
- Die wenigsten Jury-Punkte:  Israel – 0
- Die wenigsten Televoting-Punkte:  Deutschland – 0
- Die wenigsten Gesamt-Punkte:  Vereinigtes Königreich – 11
- Die meisten Jury-Votings:  Aserbaidschan – 33
- Die meisten Televoting-Votings:  Niederlande – 40
- Die meisten Gesamt-Votings:  Niederlande – 72
- Die meisten Jury-Punkte:  Nordmazedonien – 247
- Die meisten Televoting-Punkte:  Norwegen – 291
- Die meisten Gesamt-Punkte:  Niederlande – 498

### Statistik der Zwölf-Punkte-Vergabe (Finale)

#### Jury

Punkte der Jurys für das Gewinnerlied aus den Niederlanden

| Anzahl | Land           | erhalten von                                                                                        |
| ------ | -------------- | --------------------------------------------------------------------------------------------------- |
| 10     | Schweden       | Armenien, Australien, Dänemark, Estland, Finnland, Irland, Island, Niederlande, Spanien, Tschechien |
| 6      | Italien        | Belgien, Deutschland, Kroatien, Malta, Nordmazedonien, San Marino                                   |
| 6      | Niederlande    | Frankreich, Israel, Lettland, Litauen, Portugal, Schweden                                           |
| 6      | Nordmazedonien | Albanien, Moldau, Österreich, Schweiz, Serbien, Vereinigtes Königreich                              |
| 4      | Tschechien     | Georgien, Norwegen, Slowenien, Ungarn                                                               |
| 2      | Australien     | Polen, Rumänien                                                                                     |
| 1      | Aserbaidschan  | Russland                                                                                            |
| 1      | Dänemark       | Italien                                                                                             |
| 1      | Griechenland   | Zypern                                                                                              |
| 1      | Malta          | Belarus                                                                                             |
| 1      | Russland       | Aserbaidschan                                                                                       |
| 1      | Serbien        | Montenegro                                                                                          |
| 1      | Zypern         | Griechenland                                                                                        |

#### Zuschauer

Punkte des Televotings für das Gewinnerlied aus den Niederlanden

| Anzahl | Land           | erhalten von                                                                                                   |
| ------ | -------------- | --- |
| 11     | Russland       | Albanien, Armenien, Aserbaidschan, Belarus, Estland, Israel, Lettland, Litauen, Moldau, San Marino, Tschechien |
| 8      | Norwegen       | Australien, Dänemark, Deutschland, Irland, Island, Niederlande, Schweden, Vereinigtes Königreich               |
| 4      | Italien        | Kroatien, Malta, Schweiz, Spanien                                                                              |
| 3      | Island         | Finnland, Polen, Ungarn                                                                                        |
| 2      | Albanien       | Italien, Nordmazedonien                                                                                        |
| 2      | Niederlande    | Belgien, Rumänien                                                                                              |
| 2      | Nordmazedonien | Serbien, Slowenien                                                                                             |
| 2      | Zypern         | Griechenland, Georgien                                                                                         |
| 1      | Aserbaidschan  | Russland |
| 1      | Griechenland   | Zypern |
| 1      | Israel         | Frankreich |
| 1      | Schweden       | Norwegen |
| 1      | Schweiz        | Österreich |
| 1      | Serbien        | Montenegro |
| 1      | Spanien        | Portugal |

### Punktesprecher
Die 41 Punktesprecher gaben die Ergebnisse der Juryabstimmung ihrer Länder bekannt. Die Abstimmungsreihenfolge wurde einen Tag vor dem Finale von der EBU festgelegt. Alle Sprecher verkündeten ihre Punkte auf Englisch, lediglich Aserbaidschan, Belgien, Frankreich und San Marino verkündeten ihre Punkte auf Französisch.
| Nr. | Land                   | Punktesprecher              | Anmerkungen                                                                                          |
| --- | ---------------------- | --------------------------- | --- |
| 01  | Portugal               | Inês Lopes Gonçalves        | – |
| 02  | Aserbaidschan          | Faiq Agayev                 | – |
| 03  | Malta                  | Ben Camille                 | Punktesprecher 2016, Moderator des JESC 2016, Moderator von X Factor Malta 2019                      |
| 04  | Nordmazedonien         | Nikola Trajkovski           | – |
| 05  | San Marino             | Monica Fabbri               | Punktesprecherin 2012                                                                                |
| 06  | Niederlande            | Emma Wortelboer             | – |
| 07  | Montenegro             | Ajda Šufta                  | – |
| 08  | Estland                | Kelly Sildaru               | – |
| 09  | Polen                  | Mateusz Szymkowiak          | Punktesprecher 2018                                                                                  |
| 10  | Norwegen               | Alexander Rybak             | Sieger 2009, Teilnehmer 2018                                                                         |
| 11  | Spanien                | Nieves Álvarez              | Punktesprecherin 2017 und 2018                                                                       |
| 12  | Österreich             | Philipp Hansa               | – |
| 13  | Vereinigtes Königreich | Rylan Clark-Neal            | Juror bei Eurovision 2019: You Decide                                                                |
| 14  | Italien                | Ema Stokholma               | – |
| 15  | Albanien               | Andri Xhahu                 | Punktesprecher 2012 bis 2018                                                                         |
| 16  | Ungarn                 | Bence Forró                 | Punktesprecher 2018                                                                                  |
| 17  | Moldau                 | Doina Stimpovschi           | – |
| 18  | Irland                 | Sinéad Kennedy              | Punktesprecherin 2016                                                                                |
| 19  | Belarus                | Maria Vasilevich            | – |
| 20  | Armenien               | Aram Mp3                    | Teilnehmer 2014                                                                                      |
| 21  | Rumänien               | Ilinca                      | Teilnehmerin 2017                                                                                    |
| 22  | Zypern                 | Hovig                       | Teilnehmer 2017, Punktesprecher 2018                                                                 |
| 23  | Australien             | Electric Fields             | Teilnehmer bei Eurovision 2019: Australia Decides                                                    |
| 24  | Russland               | Ivan Bessonov               | Sieger Eurovision Young Musicians 2018                                                               |
| 25  | Deutschland            | Barbara Schöneberger        | Punktesprecherin 2015 bis 2018, Moderatorin von Unser Lied für Israel                                |
| 26  | Belgien                | David Jeanmotte             | – |
| 27  | Schweden               | Eric Saade                  | Punktesprecher 2010, Teilnehmer 2011, Greenroom-Moderator 2013, Moderator beim Melodifestivalen 2019 |
| 28  | Kroatien               | Monika Lelas Halambeck      | – |
| 29  | Litauen                | Giedrius Masalskis          | Punktesprecher 2010 & 2011, Moderator von Eurovizijos 2019                                           |
| 30  | Serbien                | Dragana Kosjerina           | Punktesprecherin 2016 & 2018, Moderatorin von Beovizija 2019                                         |
| 31  | Island                 | Jóhannes Haukur Jóhannesson | – |
| 32  | Georgien               | Gaga Abashidze              | Teilnehmer 2018                                                                                      |
| 33  | Griechenland           | Gus G.                      | – |
| 34  | Lettland               | Laura Rizzotto              | Teilnehmerin 2018                                                                                    |
| 35  | Tschechien             | Radka Rosická               | Punktesprecherin 2017 & 2018                                                                         |
| 36  | Dänemark               | Rasmussen                   | Teilnehmer 2018                                                                                      |
| 37  | Frankreich             | Julia Molkhou               | – |
| 38  | Finnland               | Christoffer Strandberg      | Moderator beim UMK 2019                                                                              |
| 39  | Schweiz                | Sinplus                     | Teilnehmer 2012                                                                                      |
| 40  | Slowenien              | Lea Sirk                    | Teilnehmerin 2018                                                                                    |
| 41  | Israel                 | Izhar Cohen                 | Sieger 1978, Teilnehmer 1985                                                                         |

### Marcel-Bezençon-Preis
Die diesjährigen Gewinner des seit 2002 verliehenen Marcel-Bezençon-Preises sind:
- Presse-Preis für den besten Song:  Niederlande – Arcade – Duncan Laurence
- Künstler-Preis für den besten Künstler:  Australien – Kate Miller-Heidke – Zero Gravity
- Komponisten-Preis für die beste Komposition/Text:  Italien – Mahmood, Dardust, Charlie Charles – Soldi

## Absagen

### Absagen und damit keine Rückkehr zum ESC
| Land                    | Grund und Bemerkung | letztmalige Teilnahme |
| ----------------------- | --- | --------------------- |
| Andorra                 | Am 19. Mai 2018 bestätigte RTVA, dass Andorra auch 2019 nicht zum ESC zurückkehren werde. Als Grund werden weiterhin die hohen Kosten angegeben. Außerdem bestätigte der Sender, dass er in Zukunft an keinen Veranstaltungen der EBU teilnehmen werde und auch eine Rückkehr zum ESC in naher Zukunft ausschließe. | 2009                  |
| Bosnien und Herzegowina | Am 12. Juli 2018 gab die bosnische Rundfunkanstalt BHRT bekannt, dass sie Ralph Siegels Angebot abgelehnt haben, die komplette Teilnahme 2019 von ihm übernehmen zu lassen. Lejla Babovic, Head of Delegation des Landes beim ESC, erklärte, dass eine Teilnahme momentan aufgrund der von der EBU verhängten Sanktionen gegen BHRT nicht möglich sei. Außerdem erachtet sie es als unwahrscheinlich, dass der Sender die Schulden von mehr als sechs Millionen Schweizer Franken bis 2019 an die EBU bezahlen könne. Am 1. August 2018 gab BHRT schließlich bekannt, dass man aufgrund der von der EBU verhängten Sanktionen auch 2019 nicht teilnehmen werde. | 2016                  |
| Bulgarien               | Am 15. Oktober 2018 bestätigte BNT, dass Bulgarien trotz einer provisorischen Teilnahmebestätigung und erfolgreichen Platzierungen in den letzten Jahren nicht am Wettbewerb teilnehmen wird. Als Gründe wurden die aktuelle finanzielle Situation und die hohen Kosten der Teilnahme genannt. | 2018                  |
| Luxemburg               | Am 21. Juli 2018 bestätigte RTL, dass Luxemburg auch 2019 nicht zum Wettbewerb zurückkehren werde. Als Grund werden weiterhin die fehlenden finanziellen Mittel sowie die niedrigen Erfolgschancen angegeben. | 1993                  |
| Marokko                 | Marokko steht nicht auf der Teilnehmerliste und wird daher auch 2019 nicht zurückkehren. | 1980                  |
| Monaco                  | Am 17. August 2018 teilte die monegassische Rundfunkanstalt TMC mit, dass Monaco auch 2019 nicht zum Wettbewerb zurückkehren werde. Gründe für die Nicht-Teilnahme wurden nicht angegeben. | 2006                  |
| Slowakei                | RTVS bestätigte am 31. Mai 2018, dass die Slowakei in absehbarer Zeit und somit auch 2019 aufgrund der fehlenden finanziellen Möglichkeiten nicht zum ESC zurückkehren werde. | 2012                  |
| Türkei                  | Am 4. August 2018 schloss der Intendant des türkischen Fernsehens, İbrahim Eren, eine Rückkehr zum Eurovision Song Contest aus. Als Gründe nannte er das Abstimmungsverfahren und den Auftritt Conchitas 2014. | 2012                  |
| Ukraine                 | Am 27. Februar 2019 gab UA:Perschyj bekannt, dass sich die Ukraine aufgrund der Probleme in der nationalen Vorentscheidung zurückziehen werde. | 2018                  |

### Absagen und damit kein Debüt beim ESC
| Land          | Grund und Bemerkung |
| ------------- | --- |
| Kasachstan    | Am 22. Dezember 2017 gab es Hinweise zu Verhandlungen zwischen Channel 31 und der EBU über ein Debüt Kasachstans beim Eurovision Song Contest. Am 23. Dezember 2017 gab die EBU bekannt, dass es Verhandlungen gegeben habe und Kasachstan auch an einer Teilnahme am ESC und einer Vollmitgliedschaft in der EBU interessiert sei. Jedoch liegt Kasachstan nicht im Einzugsgebiet der EBU, sodass eine Vollmitgliedschaft nicht möglich sei. Dennoch debütierte Kasachstan 2018 beim Junior Eurovision Song Contest. Eine Teilnahme am Eurovision Song Contest schien somit möglich. Am 31. Juli 2018 gab die EBU allerdings bekannt, dass in Zukunft, abgesehen von Australien, keine weiteren assoziierten Mitglieder der EBU zum ESC eingeladen werden sollen. |
| Kosovo        | Ein mögliches Debüt des Kosovo beim ESC stand zuletzt im Vorfeld des ESC 2018 zur Debatte, da Portugal den Kosovo als unabhängigen Staat anerkennt. Letztendlich wurde dem Staatssender RTK die Teilnahme von der EBU aufgrund einer fehlenden UN-Mitgliedschaft verweigert. Dennoch hat RTK den ESC 2018 ausgestrahlt. Am 1. Juli 2018 berichtete RTK, dass im Dezember 2018 darüber abgestimmt werde, ob der kosovarische Sender RTK die volle Mitgliedschaft erhält oder nicht. Die EBU bestätigte die Berichte allerdings nicht und teilte mit, dass RTK aktuell nicht alle Bedingungen für eine volle Mitgliedschaft erfülle, es aber weiterhin Gespräche mit RTK gäbe.                                                                                       |
| Liechtenstein | Am 4. November 2017 gab 1 FL TV bekannt, beim Eurovision Song Contest 2019 debütieren zu wollen. Zwar habe Liechtenstein in Verhandlungen mit der EBU über eine Mitgliedschaft gestanden und es sei auch bereits ein Vorentscheid unter dem Namen Liechtenstein Music Contest geplant gewesen, da alle Vorgaben bereits erfüllt gewesen seien, aber dennoch hat der Sender schließlich keine Aufnahme in die EBU beantragt, sodass ein Debüt Liechtensteins beim ESC ausgeschlossen bleibt. |

## Übertragung

### Europa und Australien
Am 28. Mai 2019 veröffentlichte die Europäische Rundfunkanstalt eine Zuschauerzahl von 182 Millionen in Australien und Europa. Damit schauten insgesamt drei Millionen Zuschauer weniger die Sendung als noch im Vorjahr.

### Deutschsprachige Länder

#### Deutschland
Die beiden Halbfinale wurden, wie bereits im Vorjahr, wieder auf One übertragen. Die Vor- und Nachberichte zum Finale wurden von Das Erste und von One übertragen. Moderiert wurden diese Berichte von Barbara Schöneberger vom Public Viewing am Spielbudenplatz in Hamburg, sie war ebenfalls zum wiederholten Male die deutsche Punktesprecherin. Die Finalsendung wurde dann mit Kommentar von Peter Urban auf Das Erste, One und Deutsche Welle übertragen. Es war das dritte Jahr in Folge, dass Deutsche Welle das Finale weltweit für deutschsprachige Zuschauer im Ausland übertrug.
| Datum        | Sendung                | Uhrzeit   | Fernsehsender | Moderation/Kommentar                                             | Zuschauer                             | Zuschauer       | Marktanteil | Marktanteil                    |
| Datum        | Sendung                | Uhrzeit   | Fernsehsender | Moderation/Kommentar                                             | Gesamt                                | 14 bis 49 Jahre | Gesamt      | 14 bis 49 Jahre                |
| ------------ | ---------------------- | --------- | ------------- | ---------------------------------------------------------------- | ------------------------------------- | --------------- | ----------- | ------------------------------ |
| 14. Mai 2019 | Erstes Halbfinale      | 21:00 Uhr |               | Kommentator: Peter Urban                                         | 0,40 Mio.                             | 0,15 Mio.       | 1,6 %       | 2,0 %                          |
| 16. Mai 2019 | Zweites Halbfinale     | 21:00 Uhr | 0,68 Mio.     | Kommentator: Peter Urban                                         | 0,32 Mio.                             | 2,8 %           | 4,3 %       |                                |
| 18. Mai 2019 | Countdown für Tel Aviv | 20:15 Uhr |               | Moderation: Barbara Schöneberger                                 | 3,91 Mio.                             |                 |             |                                |
| 18. Mai 2019 | Finale aus Tel Aviv    | 21:00 Uhr |               | Kommentator: Peter Urban, Punktesprecherin: Barbara Schöneberger | 7,59 Mio. (Das Erste) 0,49 Mio. (One) | 3,28 Mio.       | 34,3 %      | 42,2 % (Das Erste) 2,8 % (One) |
| 18. Mai 2019 | Grand Prix Party       | 01:10 Uhr |               | Moderation: Barbara Schöneberger                                 | 1,72 Mio.                             |                 | 24,0 %      |                                |

#### Österreich
In Österreich wurden beide Halbfinale und das Finale mit Kommentar von Andi Knoll auf ORF 1 gezeigt.
| Datum        | Sendung                                          | Uhrzeit   | Fernsehsender                                                 | Moderation/Kommentar  | Zuschauer  | Zuschauer       | Marktanteil | Marktanteil     |
| Datum        | Sendung                                          | Uhrzeit   | Fernsehsender                                                 | Moderation/Kommentar  | Gesamt     | 12 bis 49 Jahre | Gesamt      | 12 bis 49 Jahre |
| ------------ | ------------------------------------------------ | --------- | ------------------------------------------------------------- | --------------------- | ---------- | --------------- | ----------- | --------------- |
| 14. Mai 2019 | Mr. Song Contest proudly presents (1)            | 20:15 Uhr |                                                               | Moderator: Andi Knoll | 0,237 Mio. |                 | 08 %        |                 |
| 14. Mai 2019 | Erstes Halbfinale                                | 21:00 Uhr | Kommentator: Andi Knoll                                       | 0,338 Mio.            |            | 13 %            |             |                 |
| 14. Mai 2019 | Song Contest – Setteles Zugabe                   | 23:15 Uhr | Moderator: Hanno Settele, Tamara Mascara                      | 0,143 Mio.            |            | 11 %            |             |                 |
| 16. Mai 2019 | Mr. Song Contest proudly presents (2)            | 20:15 Uhr | Moderator: Andi Knoll                                         | 0,287 Mio.            |            | 10 %            |             |                 |
| 16. Mai 2019 | Zweites Halbfinale                               | 21:00 Uhr | Kommentator: Andi Knoll                                       | 0,567 Mio.            |            | 20 %            |             |                 |
| 16. Mai 2019 | Song Contest – Setteles Zugabe                   | 23:15 Uhr | Moderator: Hanno Settele, Tamara Mascara                      | 0,226 Mio.            |            | 14 %            |             |                 |
| 18. Mai 2019 | Letzte Folge – Mr. Song Contest proudly presents | 20:15 Uhr | Moderator: Andi Knoll                                         | 0,183 Mio.            |            | 6 %             |             |                 |
| 18. Mai 2019 | Finale                                           | 21:00 Uhr | Kommentator: Andi Knoll & PÆNDA Punktesprecher: Philipp Hansa | 0,627 Mio.            |            | 41 %            |             |                 |
| 18. Mai 2019 | Song Contest – Setteles Zugabe                   | 0:30 Uhr  | Moderator: Hanno Settele, Tamara Mascara                      | 0,179 Mio.            |            | 25 %            |             |                 |

#### Schweiz
Im deutschsprachigen Teil der Schweiz wurde das erste Halbfinale auf SRF info, das zweite Halbfinale auf SRF zwei und das Finale auf SRF 1 übertragen. Im französischsprachigen Teil der Schweiz wurde nur das zweite Halbfinale auf RTS deux sowie das Finale auf RTS un übertragen. Im italienischsprachigen Teil der Schweiz wurde nur das zweite Halbfinale auf RSI LA 2 und das Finale auf RSI LA 1 übertragen.
| Datum        | Sendung                                                                   | Uhrzeit   | Fernsehsender            | Moderation/Kommentar                            | Sprache     | Zuschauer  | Zuschauer       | Marktanteil | Marktanteil     |
| Datum        | Sendung                                                                   | Uhrzeit   | Fernsehsender            | Moderation/Kommentar                            | Sprache     | Gesamt     | 15 bis 59 Jahre | Gesamt      | 15 bis 59 Jahre |
| ------------ | ------------------------------------------------------------------------- | --------- | ------------------------ | ----------------------------------------------- | ----------- | ---------- | --------------- | ----------- | --------------- |
| 14. Mai 2019 | Erstes Halbfinale                                                         | 21:00 Uhr |                          | Kommentator: Sven Epiney                        | Deutsch     |            |                 |             |                 |
| 16. Mai 2019 | Shalom Tel Aviv – Luca Hänni auf dem Weg zum Eurovision Song Contest 2019 | 20:10 Uhr |                          |                                                 | Deutsch     | 0,191 Mio. | 0,095 Mio.      | 15,7 %      | 15,0 %          |
| 16. Mai 2019 | Zweites Halbfinale                                                        | 21:00 Uhr | Kommentator: Sven Epiney | 0,422 Mio.                                      | Deutsch     | 0,247 Mio. | 35,2 %          | 35,6 %      |                 |
| 16. Mai 2019 | Zweites Halbfinale                                                        | 21:00 Uhr |                          | Kommentator: Jean-Marc Richard & Nicolas Tanner | Französisch |            |                 |             |                 |
| 16. Mai 2019 | Zweites Halbfinale                                                        | 21:00 Uhr |                          | Kommentator: Clarissa Tami & Sebalter           | Italienisch |            |                 |             |                 |
| 18. Mai 2019 | Eurovision Song Contest 2019 – Sven Epiney entdeckt Tel Aviv              | 20:10 Uhr |                          | Moderator: Sven Epiney                          | Deutsch     |            |                 |             |                 |
| 18. Mai 2019 | Finale                                                                    | 21:00 Uhr | Kommentator: Sven Epiney | 0,660 Mio.                                      | Deutsch     |            | 49,4 %          |             |                 |
| 18. Mai 2019 | Finale                                                                    | 21:00 Uhr |                          | Kommentar: Bastian Baker                        | Französisch |            |                 |             |                 |
| 18. Mai 2019 | Finale                                                                    | 21:00 Uhr |                          | Kommentator: Clarissa Tami & Sebalter           | Italienisch |            |                 |             |                 |

### Andere Länder

#### Fernsehübertragung
| Land                      | Erstes Halbfinale                                                                      | Erstes Halbfinale                                | Zweites Halbfinale                                                                     | Zweites Halbfinale                               | Finale                                                                                 | Finale                                                                |
| Land                      | Sender                                                                                 | Moderation/Kommentar                             | Sender                                                                                 | Moderation/Kommentar                             | Sender                                                                                 | Moderation/Kommentar                                                  |
| Teilnehmende Länder       | Teilnehmende Länder                                                                    | Teilnehmende Länder                              | Teilnehmende Länder                                                                    | Teilnehmende Länder                              | Teilnehmende Länder                                                                    | Teilnehmende Länder                                                   |
| ------------------------- | -------------------------------------------------------------------------------------- | ------------------------------------------------ | -------------------------------------------------------------------------------------- | ------------------------------------------------ | -------------------------------------------------------------------------------------- | --------------------------------------------------------------------- |
| Albanien                  | RTSH 1, RTSH Muzikë                                                                    | Andri Xhahu                                      | RTSH 1, RTSH Muzikë                                                                    | Andri Xhahu                                      | RTSH 1, RTSH Muzikë                                                                    | Andri Xhahu                                                           |
| Armenien                  | ARMTV                                                                                  | Aram Mp3 & Avet Barseghyan                       | ARMTV                                                                                  | Aram Mp3 & Avet Barseghyan                       | ARMTV                                                                                  | Aram Mp3 & Avet Barseghyan                                            |
| Aserbaidschan             | İTV                                                                                    | Murad Arif                                       | İTV                                                                                    | Murad Arif                                       | İTV                                                                                    | Murad Arif                                                            |
| Australien                | SBS, SBS HD                                                                            | Myf Warhurst & Joel Creasey                      | SBS, SBS HD                                                                            | Myf Warhurst & Joel Creasey                      | SBS, SBS HD                                                                            | Myf Warhurst & Joel Creasey                                           |
| Belarus                   | Belarus 1, Belarus 24                                                                  | Evgeny Perlin                                    | Belarus 1, Belarus 24                                                                  | Evgeny Perlin                                    | Belarus 1, Belarus 24                                                                  | Evgeny Perlin                                                         |
| Belgien                   | Eén                                                                                    | Peter Van de Veire (Niederländisch)              | Eén, Ketnet                                                                            | Peter Van de Veire (Niederländisch)              | Eén                                                                                    | Peter Van de Veire (Niederländisch)                                   |
| Belgien                   | La Une                                                                                 | Maureen Louys & Jean-Louis Lahaye (Französisch)  | La Une                                                                                 | Maureen Louys & Jean-Louis Lahaye (Französisch)  | La Une                                                                                 | Maureen Louys & Jean-Louis Lahaye (Französisch)                       |
| Dänemark                  | DR1                                                                                    | Ole Tøpholm                                      | DR1                                                                                    | Ole Tøpholm                                      | DR1                                                                                    | Ole Tøpholm                                                           |
| Estland                   | ETV                                                                                    | Marko Reikop (Estnisch)                          | ETV                                                                                    | Marko Reikop (Estnisch)                          | ETV                                                                                    | Marko Reikop (Estnisch)                                               |
| Estland                   | ETV+                                                                                   | Julii Kalenda & Aleksandr Hobotov (Russisch)     | ETV+                                                                                   | Julii Kalenda & Aleksandr Hobotov (Russisch)     | ETV+                                                                                   | Julii Kalenda u. Aleksandr Hobotov (Russisch)                         |
| Finnland                  | Yle TV2, TV Finland                                                                    | Mikko Silvennoinen & Krista Siegfrids (Finnisch) | Yle TV2, TV Finland                                                                    | Mikko Silvennoinen & Krista Siegfrids (Finnisch) | Yle TV2, TV Finland                                                                    | Mikko Silvennoinen & Krista Siegfrids(Finnisch)                       |
| Finnland                  | Yle TV2                                                                                | Eva Frantz & Johan Lindroos (Schwedisch)         | Yle TV2                                                                                | Eva Frantz & Johan Lindroos (Schwedisch)         | Yle TV2                                                                                | Eva Frantz & Johan Lindroos (Schwedisch)                              |
| Frankreich                | France 4                                                                               | André Manoukian & Sandy Héribert                 | France 4                                                                               | André Manoukian & Sandy Héribert                 | France 2                                                                               | André Manoukian & Stéphane Bern                                       |
| Georgien                  | SSM                                                                                    | Elene Kalandadze & Gaga Abashidze                | SSM                                                                                    | Elene Kalandadze & Gaga Abashidze                | SSM                                                                                    | Elene Kalandadze, Gaga Abashidze, Nodiko Tatischwili                  |
| Griechenland              | ERT1, ERT Sports HD, ERT World                                                         | Yiorgos Kapoutzidis & Maria Kozakou              | ERT1, ERT Sports HD, ERT World                                                         | Yiorgos Kapoutzidis & Maria Kozakou              | ERT1, ERT Sports HD, ERT World                                                         | Yiorgos Kapoutzidis & Maria Kozakou                                   |
| Irland                    | RTÉ Two                                                                                | Marty Whelan                                     | RTÉ Two                                                                                | Marty Whelan                                     | RTÉ One                                                                                | Marty Whelan                                                          |
| Island                    | RÚV                                                                                    | Gísli Marteinn Baldursson (Isländisch)           | RÚV                                                                                    | Gísli Marteinn Baldursson (Isländisch)           | RÚV                                                                                    | Gísli Marteinn Baldursson (Isländisch)                                |
| Island                    | RÚV 2                                                                                  | Alexander Elliott (Englisch)                     | RÚV 2                                                                                  | Alexander Elliott (Englisch)                     | Keine Übertragung                                                                      | Keine Übertragung                                                     |
| Israel                    | Kan 11                                                                                 | Sharon Taicher & Eran Zarachowicz                | Kan 11                                                                                 | Sharon Taicher & Eran Zarachowicz                | Kan 11                                                                                 | Sharon Taicher & Eran Zarachowicz                                     |
| Italien                   | Rai 4                                                                                  | Federico Russo & Ema Stokholma                   | Rai 4                                                                                  | Federico Russo & Ema Stokholma                   | Rai 1                                                                                  | Federico Russo & Flavio Insinna                                       |
| Kroatien                  | HRT1                                                                                   | Duško Ćurlić                                     | HRT1                                                                                   | Duško Ćurlić                                     | HRT1                                                                                   | Duško Ćurlić                                                          |
| Lettland                  | LTV1                                                                                   | Toms Grēviņš & Ketija Šēnberga                   | LTV1                                                                                   | Toms Grēviņš & Ketija Šēnberga                   | LTV1                                                                                   | Toms Grēviņš & Ketija Šēnberga                                        |
| Litauen                   | LRT televizija                                                                         | Darius Užkuraitis                                | LRT televizija                                                                         | Darius Užkuraitis                                | LRT televizija                                                                         | Darius Užkuraitis                                                     |
| Malta                     | TVM                                                                                    | TBA                                              | TVM                                                                                    | TBA                                              | TVM                                                                                    | TBA                                                                   |
| Moldau                    | Moldova 1                                                                              | TBA                                              | Moldova 1                                                                              | TBA                                              | Moldova 1                                                                              | TBA                                                                   |
| Montenegro                | TVCG 1, TVCG 2, TVCG SAT                                                               | Dražen Bauković and Tijana Mišković              | TVCG 1, TVCG 2, TVCG SAT                                                               | Dražen Bauković & Tijana Mišković                | TVCG 1, TVCG 2, TVCG SAT                                                               | Dražen Bauković & Tijana Mišković                                     |
| Niederlande               | NPO 1, BVN                                                                             | Cornald Maas & Jan Smit                          | NPO 1, BVN                                                                             | Cornald Maas & Jan Smit                          | NPO 1, BVN                                                                             | Cornald Maas & Jan Smit                                               |
| Nordmazedonien            | MRT 1, MRT 2                                                                           | TBA                                              | MRT 1, MRT 2                                                                           | TBA                                              | MRT 1, MRT 2                                                                           | TBA                                                                   |
| Norwegen                  | NRK1                                                                                   | Olav Viksmo-Slettan                              | NRK1                                                                                   | Olav Viksmo-Slettan                              | NRK1                                                                                   | Olav Viksmo-Slettan                                                   |
| Norwegen                  | Keine Übertragung                                                                      | Keine Übertragung                                | Keine Übertragung                                                                      | Keine Übertragung                                | NRK3                                                                                   | Ronny Brede Aase, Silje Nordnes & Markus Neby                         |
| Polen                     | TVP1, TVP Polonia                                                                      | Artur Orzech                                     | TVP1, TVP Polonia                                                                      | Artur Orzech                                     | TVP1, TVP Polonia                                                                      | Artur Orzech                                                          |
| Portugal                  | RTP1, RTP África, RTP Internacional, RTP Internacional América, RTP Internacional Ásia | José Carlos Malato & Nuno Galopim                | RTP1, RTP África, RTP Internacional, RTP Internacional América, RTP Internacional Ásia | José Carlos Malato & Nuno Galopim                | RTP1, RTP África, RTP Internacional, RTP Internacional América, RTP Internacional Ásia | José Carlos Malato & Nuno Galopim                                     |
| Rumänien                  | TVR 1, TVR HD, TVR Internațional                                                       | Liana Stanciu & Bogdan Stănescu                  | TVR 1, TVR HD, TVR Internațional                                                       | Liana Stanciu & Bogdan Stănescu                  | TVR 1, TVR HD, TVR Internațional                                                       | Liana Stanciu & Bogdan Stănescu                                       |
| Russland                  | Rossija 1, Rossija HD                                                                  | Dmitri Wiktorowitsch Gubernijew & Olga Shelest   | Rossija 1, Rossija HD                                                                  | Dmitri Wiktorowitsch Gubernijew & Olga Shelest   | Rossija 1, Rossija HD                                                                  | Dmitri Wiktorowitsch Gubernijew & Olga Shelest                        |
| San Marino                | San Marino RTV                                                                         | Lia Florio & Gigi Restivo                        | San Marino RTV                                                                         | Lia Florio & Gigi Restivo                        | San Marino RTV                                                                         | Lia Florio & Gigi Restivo                                             |
| Schweden                  | SVT1                                                                                   | Edward af Sillén & Charlotte Perrelli            | SVT1                                                                                   | Edward af Sillén & Charlotte Perrelli            | SVT1 / SVT24                                                                           | Edward af Sillén & Charlotte Perrelli (auf SVT24 mit Gebärdensprache) |
| Serbien                   | RTS 1, RTS HD, RTS Svet                                                                | Duška Vučinić-Lučić                              | RTS 1, RTS HD, RTS Svet                                                                | Tamara Petković & Katarina Epštajn               | RTS 1, RTS HD, RTS Svet                                                                | Duška Vučinić-Lučić                                                   |
| Slowenien                 | TV SLO 2, RTV 4D                                                                       | Andrej Hofer                                     | TV SLO 2, RTV 4D                                                                       | Andrej Hofer                                     | TV SLO 1, RTV 4D                                                                       | Andrej Hofer                                                          |
| Spanien                   | La 2                                                                                   | Tony Aguilar & Julia Varela                      | La 2                                                                                   | Tony Aguilar & Julia Varela                      | La 1                                                                                   | Tony Aguilar & Julia Varela                                           |
| Tschechien                | ČT2                                                                                    | Libor Bouček                                     | ČT2                                                                                    | Libor Bouček                                     | ČT1                                                                                    | Libor Bouček                                                          |
| Ungarn                    | DUNA                                                                                   | Bogi Dallos & Freddie                            | DUNA                                                                                   | Bogi Dallos & Freddie                            | DUNA                                                                                   | Bogi Dallos & Freddie                                                 |
| Vereinigtes Königreich    | BBC Four                                                                               | Scott Mills & Rylan Clark-Neal                   | BBC Four                                                                               | Scott Mills & Rylan Clark-Neal                   | BBC One                                                                                | Graham Norton                                                         |
| Zypern                    | RIK 1, RIK Sat, RIK HD and Trito Programma                                             | Evridiki & Tasos Tryfonos                        | RIK 1, RIK Sat, RIK HD and Trito Programma                                             | Evridiki & Tasos Tryfonos                        | RIK 1, RIK Sat, RIK HD and Trito Programma                                             | Evridiki & Tasos Tryfonos                                             |
| Nicht teilnehmende Länder |                                                                                        |                                                  |                                                                                        |                                                  |                                                                                        |                                                                       |
| Kanada                    | Omni Television                                                                        | –                                                | Omni Television                                                                        | –                                                | Omni Television                                                                        | –                                                                     |
| Kasachstan                | Khabar                                                                                 | TBA                                              | Khabar                                                                                 | TBA                                              | Khabar                                                                                 | TBA                                                                   |
| Kosovo                    | RTK                                                                                    | Agron Krasniqi & Alma Bektashi                   | RTK                                                                                    | Agron Krasniqi & Alma Bektashi                   | RTK                                                                                    | Agron Krasniqi & Alma Bektashi                                        |
| Ukraine                   | UA:Perschyj                                                                            | Timur Miroschnytschenko                          | UA:Perschyj                                                                            | Timur Miroschnytschenko                          | UA:Perschyj                                                                            | Timur Miroschnytschenko                                               |
| Ukraine                   | STB                                                                                    | Serhij Prytula                                   | STB                                                                                    | Serhij Prytula                                   | STB                                                                                    | Serhij Prytula                                                        |

#### Radioübertragung
| Land                      | Erstes Halbfinale                                           | Erstes Halbfinale                              | Zweites Halbfinale                                          | Zweites Halbfinale                             | Finale                                                      | Finale                                     |
| Land                      | Sender                                                      | Moderation/Kommentar                           | Sender                                                      | Moderation/Kommentar                           | Sender                                                      | Moderation/Kommentar                       |
| Teilnehmende Länder       | Teilnehmende Länder                                         | Teilnehmende Länder                            | Teilnehmende Länder                                         | Teilnehmende Länder                            | Teilnehmende Länder                                         | Teilnehmende Länder                        |
| ------------------------- | ----------------------------------------------------------- | ---------------------------------------------- | ----------------------------------------------------------- | ---------------------------------------------- | ----------------------------------------------------------- | ------------------------------------------ |
| Albanien                  | Radio Tirana                                                | Andri Xhahu                                    | Radio Tirana                                                | Andri Xhahu                                    | Radio Tirana                                                | Andri Xhahu                                |
| Armenien                  | Armenischer Nationaler Rundfunk                             | Aram Mp3 & Avet Barseghyan                     | Armenischer Nationaler Rundfunk                             | Aram Mp3 & Avet Barseghyan                     | Armenischer Nationaler Rundfunk                             | Aram Mp3 & Avet Barseghyan                 |
| Finnland                  | Yle Radio Suomi                                             | Sanna Pirkkalainen & Toni Laaksonen (Finnisch) | Yle Radio Suomi                                             | Sanna Pirkkalainen & Toni Laaksonen (Finnisch) | Yle Radio Suomi                                             | Sanna Pirkkalainen & Sami Sykkö (Finnisch) |
| Finnland                  | Yle X3M                                                     | Johan Lindroos & Eva Frantz (Schwedisch)       | Yle X3M                                                     | Johan Lindroos & Eva Frantz (Schwedisch)       | Yle X3M                                                     | Johan Lindroos & Eva Frantz (Schwedisch)   |
| Griechenland              | ERA 2, Voice of Greece                                      | Yiorgos Kapoutzidis & Maria Kozakou            | ERA 2, Voice of Greece                                      | Yiorgos Kapoutzidis & Maria Kozakou            | ERA 2, Voice of Greece                                      | Yiorgos Kapoutzidis & Maria Kozakou        |
| Irland                    | Keine Übertragung                                           | Keine Übertragung                              | RTÉ Radio 1                                                 | Neil Doherty & Zbyszek Zalinski                | RTÉ 2fm                                                     | Neil Doherty & Zbyszek Zalinski            |
| Island                    | Rás 2                                                       | Gísli Marteinn Baldursson                      | Keine Übertragung                                           | Keine Übertragung                              | Rás 2                                                       | Gísli Marteinn Baldursson                  |
| Italien                   | Keine Übertragung                                           | Keine Übertragung                              | Keine Übertragung                                           | Keine Übertragung                              | Rai Radio 2                                                 | Ema Stokholma & Gino Castaldo              |
| Litauen                   | LRT Radijas                                                 | Darius Užkuraitis                              | LRT Radijas                                                 | Darius Užkuraitis                              | LRT Radijas                                                 | Darius Užkuraitis                          |
| Moldau                    | Radio Moldova, Radio Moldova Muzical, Radio Moldova Tineret | TBA                                            | Radio Moldova, Radio Moldova Muzical, Radio Moldova Tineret | TBA                                            | Radio Moldova, Radio Moldova Muzical, Radio Moldova Tineret | TBA                                        |
| Norwegen                  | Keine Übertragung                                           | Keine Übertragung                              | Keine Übertragung                                           | Keine Übertragung                              | NRK P1                                                      | Ole-Christian Øen                          |
| San Marino                | Radio San Marino                                            | Lia Florio & Gigi Restivo                      | Radio San Marino                                            | Lia Florio & Gigi Restivo                      | Radio San Marino                                            | Lia Florio & Gigi Restivo                  |
| Schweden                  | Sveriges Radio P4                                           | Carolina Norén & Björn Kjellman                | Sveriges Radio P4                                           | Carolina Norén & Björn Kjellman                | Sveriges Radio P4                                           | Carolina Norén & Björn Kjellman            |
| Serbien                   | Keine Übertragung                                           | Keine Übertragung                              | Keine Übertragung                                           | Keine Übertragung                              | Radio Beograd 1                                             | Nikoleta Dojčinović & Katarina Epštajn     |
| Slowenien                 | VAL202, Radio Maribor                                       | Maj Valerij                                    | Keine Übertragung                                           | Keine Übertragung                              | VAL202, Radio Maribor                                       | Andrej Karoli                              |
| Spanien                   | Keine Übertragung                                           | Keine Übertragung                              | Keine Übertragung                                           | Keine Übertragung                              | Radio 5, Radio Exterior de España                           | Daniel Galindo                             |
| Vereinigtes Königreich    | Keine Übertragung                                           | Keine Übertragung                              | Keine Übertragung                                           | Keine Übertragung                              | BBC Radio 2                                                 | Ken Bruce                                  |
| Nicht teilnehmende Länder |                                                             |                                                |                                                             |                                                |                                                             |                                            |
| Slowakei                  | Keine Übertragung                                           | Keine Übertragung                              | Keine Übertragung                                           | Keine Übertragung                              | Rádio FM                                                    | TBA                                        |
| Vereinigte Staaten        | Keine Übertragung                                           | Keine Übertragung                              | Keine Übertragung                                           | Keine Übertragung                              | WJFD 97.3 FM                                                | Ewan Spence & Samantha Ross (Englisch)     |
| Vereinigte Staaten        | Keine Übertragung                                           | Keine Übertragung                              | Keine Übertragung                                           | Keine Übertragung                              | WJFD 97.3 FM                                                | Bernardo Pereira (Portugiesisch)           |

#### Internetübertragung
| Land                | Erstes Halbfinale   | Erstes Halbfinale                     | Zweites Halbfinale  | Zweites Halbfinale                    | Finale              | Finale                                |
| Land                | Sender              | Moderation/Kommentar                  | Sender              | Moderation/Kommentar                  | Sender              | Moderation/Kommentar                  |
| Teilnehmende Länder | Teilnehmende Länder | Teilnehmende Länder                   | Teilnehmende Länder | Teilnehmende Länder                   | Teilnehmende Länder | Teilnehmende Länder                   |
| ------------------- | ------------------- | ------------------------------------- | ------------------- | ------------------------------------- | ------------------- | ------------------------------------- |
| Australien          | SBS On Demand       | Myf Warhurst & Joel Creasey           | SBS On Demand       | Myf Warhurst & Joel Creasey           | SBS On Demand       | Myf Warhurst & Joel Creasey           |
| Island              | Keine Übertragung   | Keine Übertragung                     | Keine Übertragung   | Keine Übertragung                     | RÚV.is              | Alexander Elliot (Englisch)           |
| Italien             | Keine Übertragung   | Keine Übertragung                     | Keine Übertragung   | Keine Übertragung                     | RaiPlay             | Federico Russo & Flavio Insinna       |
| Schweden            | SVT Play            | Edward af Sillén & Charlotte Perrelli | SVT Play            | Edward af Sillén & Charlotte Perrelli | SVT Play            | Edward af Sillén & Charlotte Perrelli |

## Eurovision Preview Partys

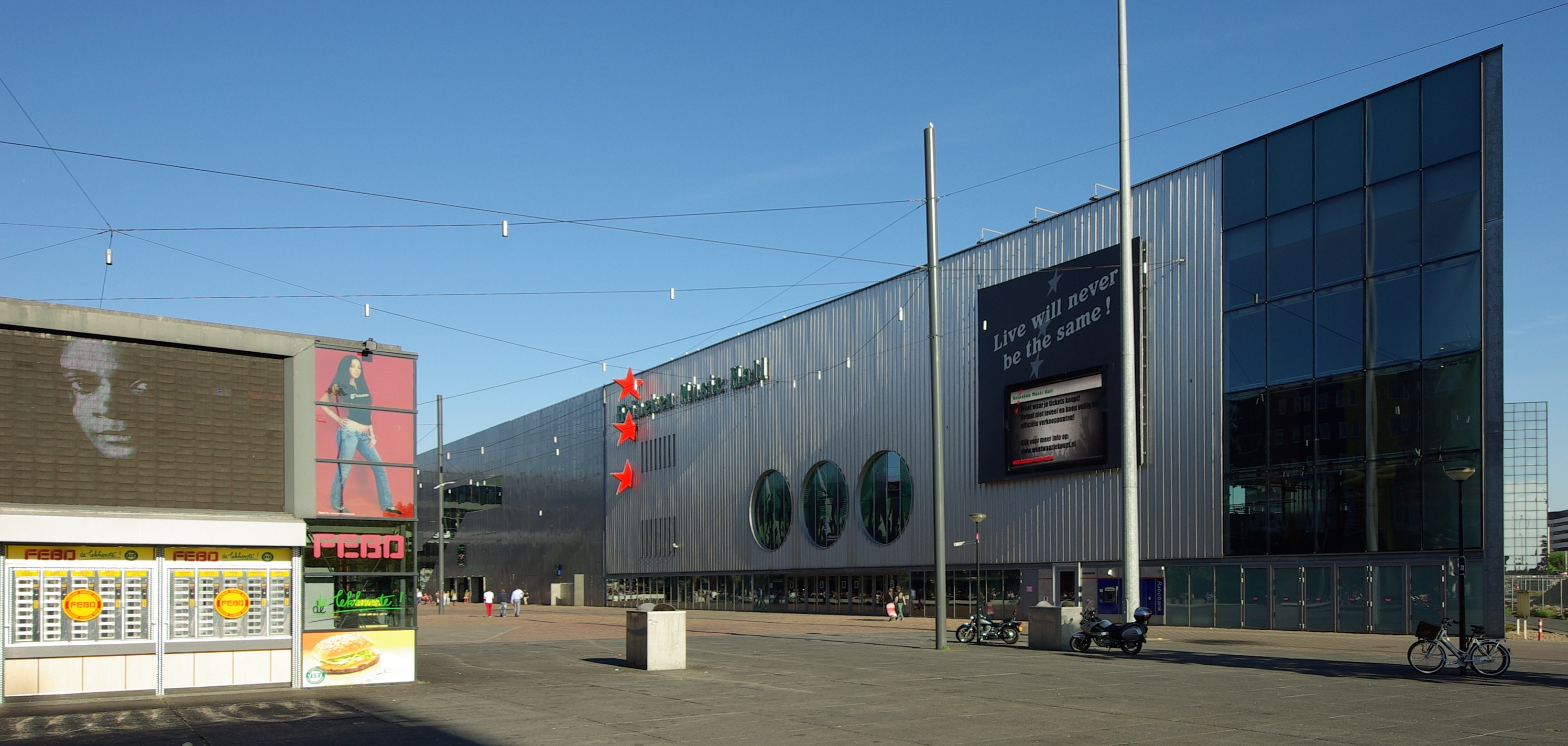
AFAS Live, Austragungsort des Eurovision In Concert

Jedes Jahr gibt es vor dem eigentlichen ESC noch einige Promotion-Events, wo sich die Teilnehmer im Ausland der Presse und den Fans präsentieren. Dazu dienen die Preview Partys (dt.: Vorschau-Feiern), die allerdings keine Pflichtveranstaltungen für die Teilnehmer des Eurovision Song Contests darstellen. 2019 gab es insgesamt fünf Promotion-Events.

### Eurovision in Concert 2019
Das Eurovision in Concert 2019 fand am 6. April 2019 im AFAS Live, einer Konzerthalle in Amsterdam statt, wie auch schon 2018. Moderiert wurde die Veranstaltung vom niederländischen ESC-Kommentator Cornald Maas und der ehemaligen niederländischen ESC-Teilnehmerin Marlayne Sahupala (1999). Insgesamt war es die bereits elfte Ausgabe dieser Veranstaltung.
Bevor die Veranstaltung startete, waren die drei ehemaligen niederländischen ESC-Teilnehmerinnen Rosina Lauwaars (1978), Justine Pelmelay (1989) und Sieneke (2010) dafür zuständig, das Publikum von 4500 Personen in Stimmung zu bringen.
Eröffnet wurde die Veranstaltung von Dana International, der Siegerin des Eurovision Song Contest 1998 und Teilnehmerin des Eurovision Song Contest 2011, die ihren Siegertitel Diva vortrug. Zwischen den Auftritten der diesjährigen ESC-Teilnehmer hatte Nicole, die Siegerin des Eurovision Song Contest 1982, einen Auftritt. Sie präsentierte dabei ihr Siegerlied Ein bisschen Frieden und trug ebenfalls deutsche Versionen der ESC-Siegertitel Waterloo und Euphoria vor.
Folgende 28 Länder nahmen am Eurovision in Concert 2019 teil:
- Albanien
- Armenien
- Australien
- Belarus
- Belgien
- Dänemark
- Deutschland
- Finnland
- Georgien
- Griechenland
- Irland
- Island
- Israel
- Litauen
- Moldau
- Montenegro
- Niederlande
- Norwegen
- Österreich
- Polen
- Rumänien
- San Marino
- Schweiz
- Serbien
- Spanien
- Tschechien
- Ungarn
- Vereinigtes Königreich

Ursprünglich sollte auch der französische Teilnehmer Bilal Hassani auftreten. Am 1. April 2019 gab er via Twitter bekannt, dass er am Eurovision in Concert 2019 nicht teilnehmen könne, ohne genaue Gründe für seine Absage anzugeben. Er schrieb lediglich, dass diese Entscheidung nicht bei ihm liege.

### Eurovision Pre-Party Riga 2019
Die sechste Ausgabe der Eurovision Pre-Party Riga fand am 12. April 2019 in der Crystal Club Concert Hall in Riga, Lettland statt. Moderiert wurde das Event von Roberto Meloni, der Lettland zuvor 2007 als Teil der Gruppe Bonaparti.lv und 2008 als Teil der Gruppe Pirates of the Sea vertrat. Neben den ESC-Teilnehmern wurden dort auch einige Gäste erwartet. So trat Edgars Kreilis, der Finalist der lettischen Vorentscheidung Supernova 2019 war, als Gast auf. Außerdem trat die litauische Sängerin Monika Marija, die an der litauischen Vorentscheidung Eurovizijos 2019 teilnahm, als Gast auf.
Insgesamt nahmen lediglich zwei Länder teil, was die niedrigste Teilnehmerzahl des Events seit seiner Einführung 2014 war:
- Lettland
- Norwegen

### London Eurovision Party 2019
Die London Eurovision Party 2019 fand am 14. April 2019 im Café de Paris in London statt. Neben den Auftritten vieler ESC-Interpreten, wurden auch einige spezielle Gäste erwartet. So trat SuRie als Gast auf, die das Vereinigte Königreich 2018 beim Eurovision Song Contest vertrat. Auch Magdalena Tul, die Polen beim Eurovision Song Contest 2011 in Düsseldorf repräsentierte, trat als Gast auf. Außerdem traten Eye Cue, die Mazedonien beim Eurovision Song Contest 2018 vertraten, als Gast auf. Auch Anna Bergendahl, die Schweden beim Eurovision Song Contest 2010 vertrat und 2019 an der schwedischen Vorentscheidung Melodifestivalen 2019 teilnahm, trat als spezieller Gast auf. Neben dieser trat auch Holly Tandy, die 2019 an der britischen Vorentscheidung Eurovision 2019: You Decide teilnahm, als Gast auf.
Insgesamt nahmen folgende 18 Länder an der London Eurovision Party 2019 teil:
- Albanien
- Belgien
- Dänemark
- Estland
- Finnland
- Frankreich
- Irland
- Italien
- Lettland
- Litauen
- Niederlande
- Norwegen
- Österreich
- Polen
- Schweden
- Spanien
- Tschechien
- Vereinigtes Königreich

### Eurovision Spain Pre-Party 2019
Die dritte Ausgabe der Eurovision Spain Pre-Party fand am 19. und 20. April 2019 im Sala La Riviera in Madrid statt. Organisiert wurde das Konzert von der Seite eurovision-spain.com. Das Motto des Konzertes lautete El Ritmo Que Nos Une (dt.: Der Rhythmus, der uns vereint).
Die Empfangsveranstaltung fand am 19. April 2019 statt und wurde von Imri Ziv und Victor Escudero moderiert. Gäste der Veranstaltung waren unter anderem folgende:
- Miki (Spanischer Interpret 2019)
- Ira Losco (Maltesische Interpretin 2002 & 2016)
- Alfred García (Spanischer Interpret 2018)
- Cesár Sampson (Österreichischer Interpret 2018)
- Vânia Fernandes (Portugiesische Interpretin 2008)
- Las Ketchup (Spanische Interpretinnen 2006)
- Imri (Israelischer Interpret 2017)
- Adelén (Teilnehmerin der norwegischen Vorentscheidung Melodi Grand Prix 2013)
- Tracy de Sá (Teilnehmerin der französischen Vorentscheidung Destination Eurovision 2019)
- Famous (Sieger der spanischen Vorentscheidung Operación Triunfo 2018)
- Noelia Franco (Teilnehmerin der spanischen Vorentscheidung Operación Triunfo 2018)
- Alfonso La Cruz (Teilnehmer der spanischen Castingshow Operación Triunfo 2018)
- Dave Zulueta (Teilnehmer der spanischen Castingshow Operación Triunfo 2018)

Das Konzert mit den diesjährigen Eurovision Teilnehmern fand am 20. April 2019 statt und wurde von den spanischen Eurovision-Kommentatoren Tony Aguilar und Julia Varela moderiert. Als Gäste wurden Betty Missiego, die Spanien 1979 vertrat, Lydia, die Spanien 1999 vertrat und Suzy, die Portugal beim Eurovision Song Contest 2014 vertrat, erwartet. Mit insgesamt 22 teilnehmenden Ländern wurde ein neuer Teilnehmerrekord für die Veranstaltung aufgestellt. Folgende Länder nahmen teil:
- Albanien
- Armenien
- Belgien
- Dänemark
- Deutschland
- Estland
- Finnland
- Georgien
- Griechenland
- Island
- Israel
- Kroatien
- Litauen
- Moldau
- Montenegro
- Norwegen
- Polen
- Rumänien
- San Marino
- Spanien
- Tschechien
- Vereinigtes Königreich

### Moscow Eurovision Party 2019
Die Moscow Eurovision Party 2019 fand am 24. April 2019 in der Vegas Hall in Moskau statt. Neben den ESC-Teilnehmern, traten auch einige Gäste auf. Polina Bogusevich, die russische Siegerin des Junior Eurovision Song Contest 2017, wurde beispielsweise als Gast erwartet. Auch Anna Filipchuk, die Russland beim Junior Eurovision Song Contest 2018 präsentierte, ist als Gast aufgetreten.
Insgesamt zwölf Länder nahmen teil, was einen neuen Rekord an Teilnehmern bei der Moscow Eurovision Party darstellte:
- Belarus
- Dänemark
- Irland
- Kroatien
- Moldau
- Montenegro
- Österreich
- Russland
- Serbien
- Spanien
- Tschechien
- Vereinigtes Königreich

## Weitere Ereignisse

### Boykottaufrufe
- Die internationale Kampagne Boycott, Divestment and Sanctions veröffentlichte bereits am 12. Juni 2018 einen „Offenen Brief“ der Palestinian Campaign for the Academic and Cultural Boycott of Israel (PACBI) mit der Aufforderung Boycott Eurovision 2019![145]
- In einem offenen Brief an den britischen Guardian riefen im September 2018 zahlreiche Künstler dazu auf, den Eurovision Song Contest in Israel zu boykottieren, darunter Blak Douglas, Alain Platel, Helmut Lotti, Rachida Lamrabet, Yann Martel, Kirsten Thorup, Jesper Christensen, Anne Marie Helger, Kimmo Pohjonen, Tommi Korpela, Krista Kosonen, Elsa Saisio, Martti Suosalo, Aki Kaurismäki, Pekka Strang, HK, Dominique Grange, Imhotep, Elli Medeiros, Alain Guiraudie, Tardi, Eyal Sivan, Daði Freyr, Mike Murphy, Mary Black, Christy Moore, Charlie McGettigan, Mary Coughlan, Luka Bloom, Jorit, Mari Boine, Nils Petter Molvær, Moddi, Bugge Wesseltoft, José Mário Branco, Tiago Rodrigues, António Pedro Vasconcelos, ŽPZ Kombinat, Lluís Llach, Fermin Muguruza, Karin Dreijer, Dror Feiler, Michel Bühler, Wolf Alice, Carmen Callil, Julie Christie, Caryl Churchill, Brian Eno, Paul Laverty, Mike Leigh, Ken Loach, Alexei Sayle, Roger Waters, Eve Ensler und Alia Shawkat.[146]

- Frankreich: Während des zweiten Halbfinales beim französischen Vorentscheid Destination Eurovision 2019 stürmten mehrere Personen mit Schildern auf die Bühne: „Kein Eurovision in Israel“.[147]
- Irland: Der Oberbürgermeister Dublins Mícheál Mac Donncha rief zum ESC-Boykott auf. Grund dafür war die Solidarisierung mit Palästina. Auch der Sieger von 1994, Charlie McGettigan, rief zum Boykott auf.[148] Trotzdem bestätigte die irische Rundfunkanstalt RTÉ ihre Teilnahme.
- Island: Obwohl der öffentlich-rechtliche Rundfunk RÚV davon ausging, 2019 teilzunehmen,[149] riefen in einer Petition 23.000 Menschen den Sender dazu auf, den Wettbewerb in Israel zu boykottieren. Darauf kündigte RÚV an, in einer Sitzung darüber zu entscheiden,[150] und bestätigte am 13. September 2018 RÚV dann die Teilnahme am Eurovision Song Contest 2019.
- Schweden: Die Vänsterpartiet forderte den Rundfunk SVT auf, den Wettbewerb in Israel zu boykottieren, da es unvernünftig sei, „einen gigantischen Song Contest auszutragen, während die Besetzung im Gange ist.“[151] Dennoch bestätigte auch das schwedische Fernsehen seine Teilnahme und die Pläne für das Melodifestivalen 2019.
- Vereinigtes Königreich: Mitglieder der Gruppe We Support Jeremy Corbyn hatten ebenfalls einen Boykott ausgerufen. Jeremy Corbyn hat sich noch nicht dazu geäußert.[152] Auch Unterstützer der Liberal Democrats riefen die britische Regierung und die BBC auf, den Wettbewerb in Israel zu boykottieren.[153] Am 19. September 2018 bestätigte die BBC die Teilnahme des Vereinigten Königreichs beim Eurovision Song Contest 2019. Bis Ende Januar 2019 haben zahlreiche Musiker, Künstler und Kulturschaffende gemeinsam von dem Fernsehsender BBC einen Boykott des Eurovision Song Contest 2019 in Israel gefordert, darunter Wolf Alice, Julie Christie, Eve Ensler, Peter Gabriel, A. L. Kennedy, Mike Leigh, Ken Loach, Yann Martel, Maxine Peake, Alexei Sayle, Alia Shawkat, Roger Waters und Vivienne Westwood. In der Stellungnahme heißt es übersetzt: „Wir können Israels systematische Verletzung der palästinensischen Menschenrechte nicht ignorieren“ und „die BBC ist durch ihre Satzung dazu verpflichtet, sich für die Meinungsfreiheit einzusetzen. Sie sollte auf dem Fundament ihrer Grundsätze handeln und sich dafür einsetzen, dass der Eurovision [Song Contest] in ein Land verlegt wird, in dem keine Verbrechen gegen die Freiheit begangen werden.“[154][155]

### Ukrainische Vorentscheidung
Am 23. Februar 2019 gewann die Sängerin MARUV mit ihrem selbst geschriebenen Lied Siren Song die ukrainische Vorentscheidung. Nach ihrem Sieg wurde verkündet, dass der Sender UA:Perschyj die endgültige Entscheidung über den ukrainischen Vertreter hat. Die Rede war von einer Bedingung, wonach MARUV alle ihre Auftritte in Russland bis Mai 2019 absagen musste. Am Morgen des 25. Februar 2019 äußerte sich die Sängerin und erklärte, dass sie gerne die Ukraine repräsentieren würde. Außerdem bestätigte sie, dass sie bereit wäre, alle ihre Auftritte in Russland abzusagen. Zusätzlich sagte sie, dass sie kein anderes Land als die Ukraine vertreten würde, obwohl drei andere Länder bereits Anfragen an sie geschickt hatten. Der vorgelegte Vertrag von UA:Perschyj wäre jedoch unzumutbar: Sie dürfte sich zum Beispiel vor Journalisten nicht ohne Absprache mit dem Sender äußern und hätte jeden möglichen Event-Termin, welchen ihr der Sender auferlegte, einhalten müssen. Sollte sie Punkte des Vertrages brechen, müsste sie zwei Millionen Hrywnja, umgerechnet 65.300 Euro, zahlen. Umgekehrt müsste sie alle Kosten selber tragen, die in Verbindung mit dem Song Contest stehen, selbst das Visum für Israel. MARUV selber glaubte, dass der Sender sie dazu bewegen wollte, dass sie ihre Teilnahme zurückziehe.
Am Abend des 25. Februar 2019 gaben UA:Perschyi und MARUV selber bekannt, dass die Sängerin nicht beim Song Contest auftreten wird. MARUV äußerte sich dahingehend, dass sie Staatsbürgerin der Ukraine sei und das Land liebe, aber nicht bereit wäre, möglicherweise zu politisierenden Slogans verpflichtet zu werden. UA:Perschyi zog einen Rückzug vom Eurovision Song Contest 2019 in Erwägung. So wollte sich der Sender mit der EBU beraten, ob eine Teilnahme noch sinnvoll wäre, nachdem der Vorentscheid laut UA:Perschyi politisiert wurde. Die Nowaja gaseta lobte die Solidarität der anderen Künstler und den Entscheid von MARUV; wichtiger als das für den ESC typischerweise überbetonte nationale Prestige seien übergreifende Rechte wie die Meinungsfreiheit.
Aus Solidarität mit MARUV gaben die zweitplatzierten Freedom Jazz ihren Verzicht bekannt, die drittplatzierte Band Kazka wollte gewählt werden und nicht nachrücken. Weitere Teilnehmer des Widbir 2019 gaben bekannt, dass sie keine Anfragen von UA:Perschyj für den ESC 2019 annehmen würden. Am Abend des 27. gab UA:Perschyj bekannt, dass sie sich vom Eurovision Song Contest 2019 zurückziehen würden. Als endgültiger Grund wurde angegeben, dass durch die Politisierung der Vorentscheidung ein Konflikt nicht umgangen werden könne. Die EBU reagierte auf die Absage der Ukraine mit Bedauern, allerdings hofften sie, dass die Ukraine 2020 wieder zurückkehre.

### Disqualifikation der belarussischen Jury und falsche Übermittlung des alternativen Juryergebnisses
Am 18. Mai 2019 wurde seitens der EBU angekündigt, die belarussische Jury von der Wertung im Finale komplett auszuschließen, nachdem diese ihre Ergebnisse aus dem ersten Halbfinale, in dem Belarus auch abstimmte, schon vor dem Finale in Interviews veröffentlichte, was einen Regelverstoß darstellte.
Am 22. Mai gab die EBU bekannt, dass die statistisch ermittelte Jury-Bewertung falsch verwendet wurde und korrigierte die belarussischen Jurystimmen sowie das Endergebnis des Wettbewerbs:
Belarussische Jurypunkte – irrtümlich und korrigiert
- 12 Punkte – Israel Malta
- 10 Punkte – Estland Nordmazedonien
- 8 Punkte – Deutschland Zypern
- 7 Punkte – Norwegen Italien
- 6 Punkte – Spanien Niederlande
- 5 Punkte – Vereinigtes Königreich Aserbaidschan
- 4 Punkte – San Marino Schweiz
- 3 Punkte – Serbien Griechenland
- 2 Punkte – Island Schweden
- 1 Punkt – Australien Russland

### Möglicher Zählfehler im zweiten Halbfinale
Hierbei handelt es sich um einen möglichen Zählfehler des italienischen Televotings. Vom italienischen Fernsehsender Rai wurden die Televotingergebnisse der italienischen Zuschauer im Finale sowie im zweiten Halbfinale in Prozent veröffentlicht. Während die Ergebnisse im Finale mit den Punkten des ESC übereinstimmen, sind die Halbfinalergebnisse von Rai und der EBU verschieden. Ein Verantwortlicher des italienischen Senders bestätigte, dass die Angaben von Rai richtig sind. Der litauische Sender LRT nahm Kontakt mit der EBU auf. (Wenn das Ergebnis der EBU falsch wäre, hätte das eine dramatische Folge, da Litauen einen Punkt aus dem italienischen Zuschauervoting bekommen und mit 94 Punkten mit Dänemark gleichgezogen hätte. Da Litauen eine höhere Punktzahl von den Zuschauern erhalten hat, hätte sich Litauen und nicht Dänemark für das Finale qualifiziert.)
Die EBU teilte LRT daraufhin mit, dass die von ihr veröffentlichten Punkte aus Italien korrekt sind.

### Formale Beschwerde NRK (Norwegen)
Während des Jury-Finales am Vorabend des Finales gab es während des Auftritts Norwegens mehrfach Bildstörungen. Zwei Mal sei das Bild schwarz geworden und nachdem das Bild wieder zu sehen war, sah man den Kameramann. NRK, der norwegische Sender, forderte hierauf eine Wiederholung des Auftritts, was von der EBU jedoch nicht gestattet wurde. Eine formale Beschwerde des norwegischen Senders wurde ebenfalls von Seiten der EBU nicht zugelassen. NRK sowie die norwegische Delegation vor Ort äußerten im Vorfeld Bedenken, ob sich dies nicht negativ auf das Jury-Ergebnis auswirken könne. Während Norwegen die Mehrheit der Punkte im Zuschauervoting erreichen konnte, lag es bei den Jurys nur in der unteren Hälfte der Teilnehmer. Sollten die Bildstörungen tatsächlich das Jury-Ergebnis negativ beeinflusst haben, könne dies so Norwegen den Sieg gekostet haben.

## Trivia

### Ausrichter
Israel richtete nach 1979 und 1999 (jeweils in Jerusalem) 20 Jahre später zum dritten Mal den ESC aus. Obwohl es als Siegerland von 1979 auch im Folgejahr Gastgeber des Wettbewerbs hätte sein sollen, verzichtete es darauf, da sich die IBA außerstande gesehen hatte, den ESC zweimal in Folge auszurichten. Stattdessen fand der ESC 1980 in Den Haag statt, dem Israel jedoch fernblieb, da das Datum der Veranstaltung auf den Gedenktag Jom haSikaron fiel. Der israelische Kommunikationsminister Hiob Kara lud die angrenzenden Länder Israels und die Maghreb-Staaten dazu ein, am Eurovision Song Contest teilzunehmen. Zu einer Zusage kam es jedoch nicht. Neben diesen Ländern wurden auch Saudi-Arabien sowie die Vereinigten Arabischen Emirate eingeladen. Für diese Staaten ist eine Teilnahme allerdings nicht möglich, da diese keine Mitgliedschaft in der EBU haben.

### Punktevergabe für Island
- Die Vertreter Islands Hatari zeigten bei der Verkündung der Televoting-Punkte einen Schal mit der Aufschrift und der Flagge Palästinas, woraufhin die Gruppe ausgepfiffen wurde. Für die später veröffentlichte DVD wurde die Reaktion der Band mit den Schals herausgeschnitten und stattdessen eine Island-Flagge eingeblendet. Bereits 2016 hatte Armeniens Vertreterin Iveta Mukuchyan in einem ähnlichen Manöver im Schnelldurchlauf des ersten Halbfinales die Flagge der international nicht anerkannten Republik Arzach gezeigt, woraufhin Aserbaidschan Beschwerde einlegte.

### Streit um den Namen Mazedonien
- Nach der Beendigung des Streites um den Namen Mazedonien vergab die griechische Jury einen Punkt an Nordmazedonien.

## Sonstiges
- Die diesjährige Vorentscheidungssaison wurde am 22. Dezember in Albanien mit dem Finale des 57. Festivali i Këngës eröffnet und am 9. März mit dem Finale des schwedischen Melodifestivalen beendet. Insgesamt wurden in 27 Ländern Interpret und/oder Lied mit einem öffentlichen Vorentscheid ausgewählt.
- Bereits zum sechsten Mal wurde die Eurovision-Bühne von Florian Wieder gestaltet. Zuvor hat er 2011, 2012, 2015, 2017 sowie 2018 das Bühnendesign kreiert.
- Estlands Interpret Victor Crone war nach Sahlene und Sandra Oxenryd der dritte Schwede, der Estland beim Wettbewerb vertritt.
- Der schwedische Interpret John Lundvik war neben seinem Beitrag Too Late for Love auch für den britischen Beitrag Bigger Than Us als Co-Autor verantwortlich. Ursprünglich war sogar geplant, dass er mit Bigger Than Us am schwedischen Melodifestivalen teilnimmt. Er tauschte das Lied jedoch aus.[173]
- Die Komponistin Laurell Barker war dieses Jahr an drei Wettbewerbstiteln beteiligt und damit an so viele Beiträgen wie keine andere Komponistin zuvor: Neben dem deutschen Beitrag Sister schrieb sie auch am britischen Beitrag Bigger Than Us und schweizerischen Beitrag She Got Me mit. Ebenso war sie nach 2018 das zweite Mal in Folge für den schweizerischen Beitrag verantwortlich.
- Das Komponistenduo Madame Monsieur, das Frankreich 2018 vertrat, war für den französischen Beitrag verantwortlich.
- Der kroatische Interpret aus dem Jahr 2017, Jacques Houdek, kehrte als Komponist und Begleitsänger des kroatischen Beitrages zum Wettbewerb zurück.
- Der Komponist Georgios Kalpakidis trat mit dem moldauischen Beitrag Stay nach 36 vergeblichen Anläufen zum ersten Mal beim Eurovision Song Contest an. Zuvor hatte er bereits an nationalen Vorentscheidungen in Litauen, Zypern, der Schweiz, Irland, Georgien, Polen, Portugal, Belarus und Malta teilgenommen.
- Schweiz: Der Schweizer Sänger Luca Hänni war 2017 bereits Punktesprecher für die Schweiz.
- Der israelisch-kanadische Milliardär Sylvan Adams bezahlte mit 1,15 Millionen Euro den Auftritt von Madonna.[174]
- Zum ersten Mal seit 1970 startete der Gewinner im Finale von Position 12.
- Zum ersten Mal seit 2015 startete  Deutschland im Finale nicht von der Startnummer des Vorjahressiegers.
- Es ist das erste Mal seit drei Jahren, dass der letzte Teilnehmer des zweiten Halbfinales nicht das Finale eröffnet.
- Nordmazedonien: Der 7. Platz im Finale war das beste Ergebnis seit seinem Debüt.
- Schweiz: Für die Schweiz war der 4. Platz die beste Platzierung seit 1993.
- Island: Island erreichte das beste Ergebnis seit 2009.